# クーペ

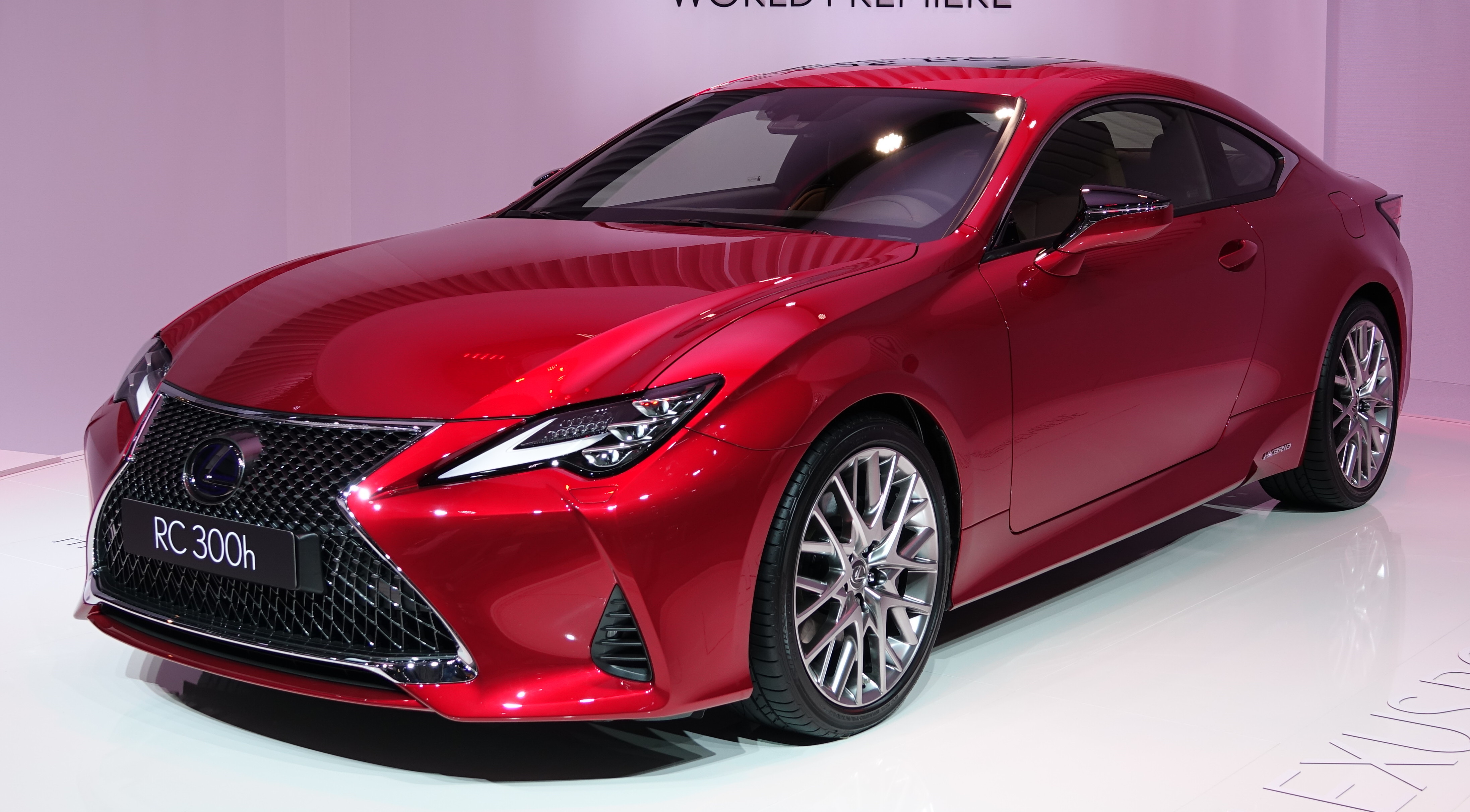
レクサス・RC

クーペ（仏: coupé クペ、クッペ）とは、車体形状や使用形態により分類される自動車の形態のひとつで、1列もしくは、2列シートを有し、2枚ドアの箱型乗用車のことである。

## 概要

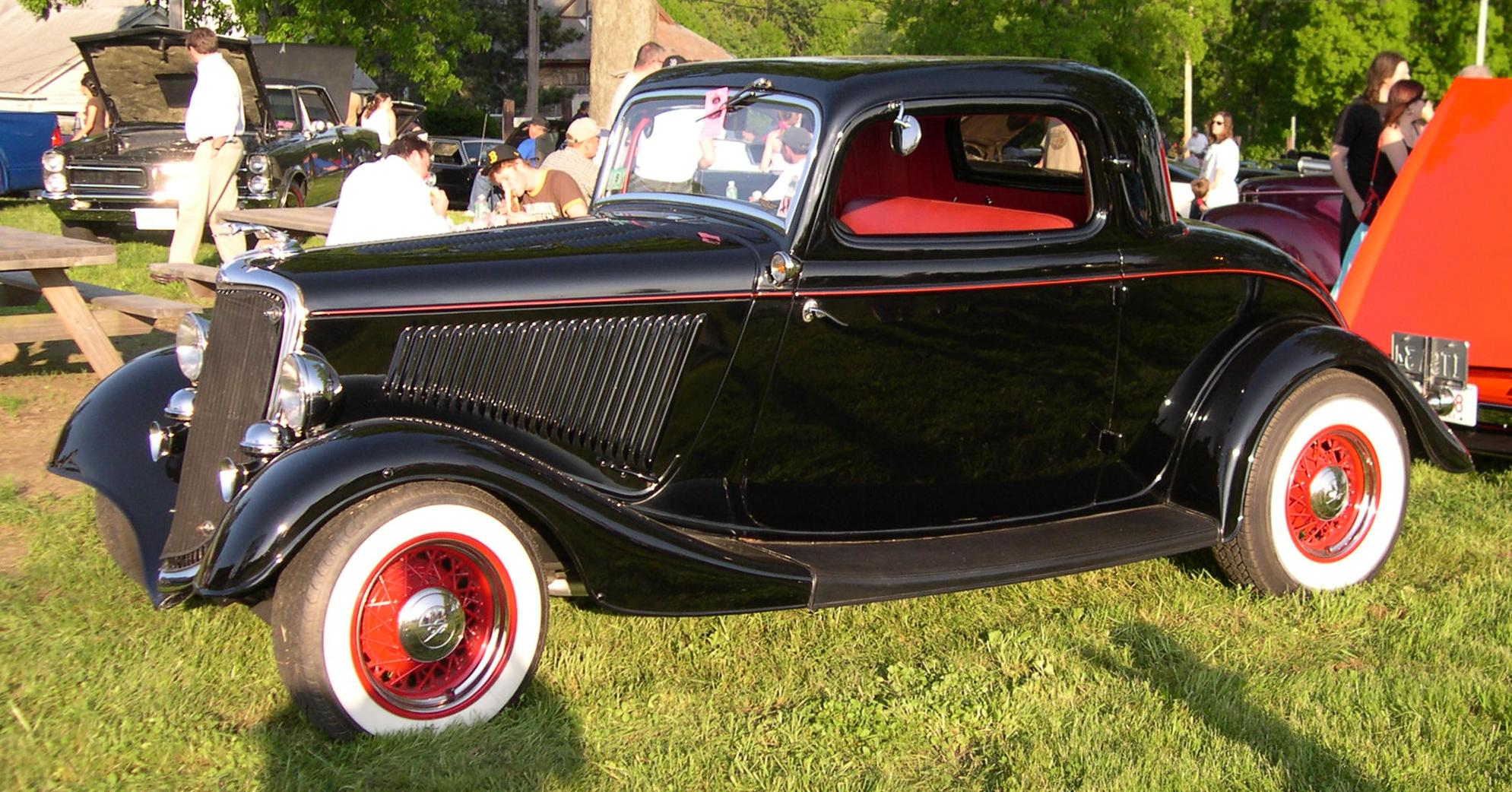
1932年式フォード・クーペ

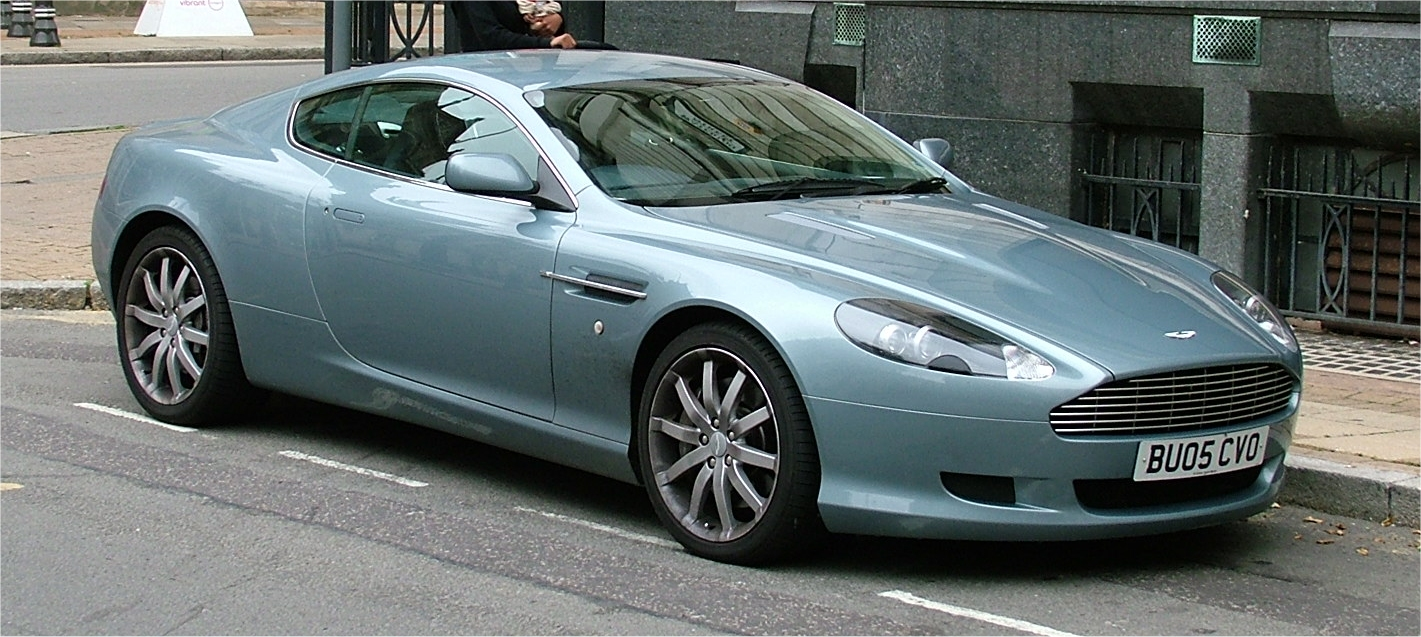
スポーツクーペの一例。アストンマーティン・DB9

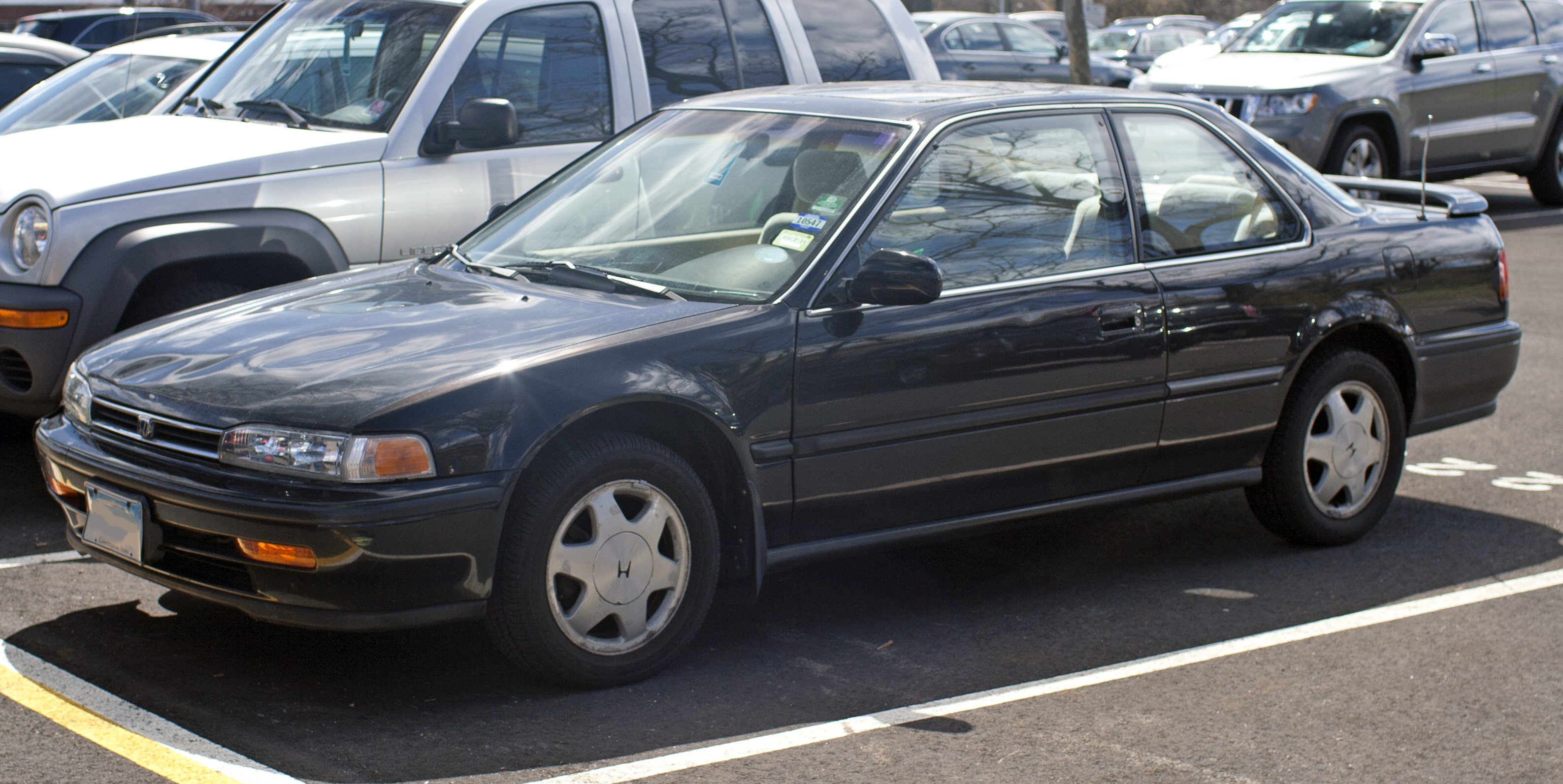
セダンをベースにしたクーペの一例。ホンダ・アコードクーペ（2代目）

自動車ではドアが左右2枚のみのものを指す。またハッチバック車で3ドアと呼ばれるものやセダン車で5ドアファストバックと呼ばれるもの、または全高が1,400 mm程度のCセグメント以上のクラスの4ドアセダン型乗用車やハードトップ構造を持った一部の4ドアセダン型乗用車のものでも、「クーペ」と名乗る場合がある。スポーツ性や動力性能の高さを特に優先したクーペは「スポーツクーペ」と呼び分けられる場合もある。ドアが左右2枚のみでも、一般にステーションワゴンやスポーツ・ユーティリティ・ビークル（SUV）等は含まれないが、旧来のクーペ以外での分類は曖昧で、シューティングブレークでクーペのようなスタイルを持つものや、5ドアではあるがクロスオーバーSUVでクーペを名乗るものがある。
ドアを2枚だけにすることでボディ剛性やスタイリングの向上が見込めるのがメリットで、実用性よりも趣味性を重視する消費者に好まれる。人の乗り降り、物の積み下ろし、狭い場所でのドアの開閉のしづらさなど、実用性では4ドア（5ドア）に劣る。
本来、クーペは「主座席は1列」とされ、後部座席は元から存在しないか、あってもエマージェンシー（補助用、緊急用）的なものとして設置されることが多かった。現在では、クーペと呼ばれる車種の多くは後部座席を持ち、4人乗りまたは5人乗りとなる。しかしその座席空間は狭い場合が多い。スポーツクーペにおいてそれは顕著であり、後部座席は補助席程度の窮屈な空間、子供用、あるいは事実上の手荷物置き場としてしか活用できない場合すらある。このようなものは「2+2」（ツープラスツー）や「2/2」（ツーバイツー）と呼ばれることもあり、メーカー自身が車名に用いる場合もある。
セダン型乗用車をベースにしたクーペ型乗用車の場合、そこまで極端ではなく、一旦乗り込めば大人でも（ある程度は）快適な居住空間を実現した車種もある。大きなボディサイズを持つ高級クーペの場合は、セダン同様の快適さや豪華さを備えた車種もある。ただしいずれにしても、その後部座席に乗り降りする際は、前の座席をレバーやスイッチなどを使って前方向に倒し、できた空間とドア開口部の隙間とに体を滑り込ませるようにする。当然ながら倒す対象のシートに乗員がいる場合は一旦降りる必要がある。後部座席の乗り降り時に不便を伴い、一般的に居住性も劣るため、後部座席を日常的に使用する用途で自動車を選択する場合、クーペは根本的に不向きとされる。逆に、後席にドアが無いことから、子供を乗せる場合はむしろ安全であるという意見もある。
後部座席への乗り降り、またはデザイン上の理由から、クーペのドアは4ドア車に対し、前後に長いものが採用される。そのため駐車場や車庫などの隙間といった狭い場所（空間）でドアを開ける場合は特に注意を要する。リンク機構を用いてドアヒンジの支点が外側に移動するようにし、ドア開口時の後端のせり出し量を固定支点の一般的なヒンジドアと同じとしながら、ヒンジ側の開き量を大きくしている車種もある（トヨタ・ソアラ（2代目）、ルノー・アヴァンタイム、メルセデス・ベンツ・CLクラス／Sクラスクーペなど）。
クーペのスタイルには、リアウィンドウの下端とリアデッキとの間に「ノッチ」を持つものと、屋根から車体後端までなだらかな線（面）で繋いだものとに大別できる。前者を「ノッチバック」、後者を「ファストバック」と呼ぶが、これは単に「バック」（背中）の形状を指す用語で、クーペのみに当てはまるものではなく、セダンやCUVにもファストバックは少なからず存在する。
以前はクーペと固定式ハードトップとは「Bピラー」の有無で区別されており、1950年代から1970年代のように両方が並び立つ時代もあった。ビッグスリーやトヨタのように多数の車種をラインナップするメーカーでは、ひとつの車種、または姉妹車にノッチバックとファストバックのクーペ、あるいはハードトップとクーペの両方を用意する例も見られた。1970年代以降、Bピラーを持つ「ピラードハードトップ」の増加により、クーペとハードトップの定義は曖昧なものとなっていった。

## 自動車のクーペの種類

### ノッチバッククーペ

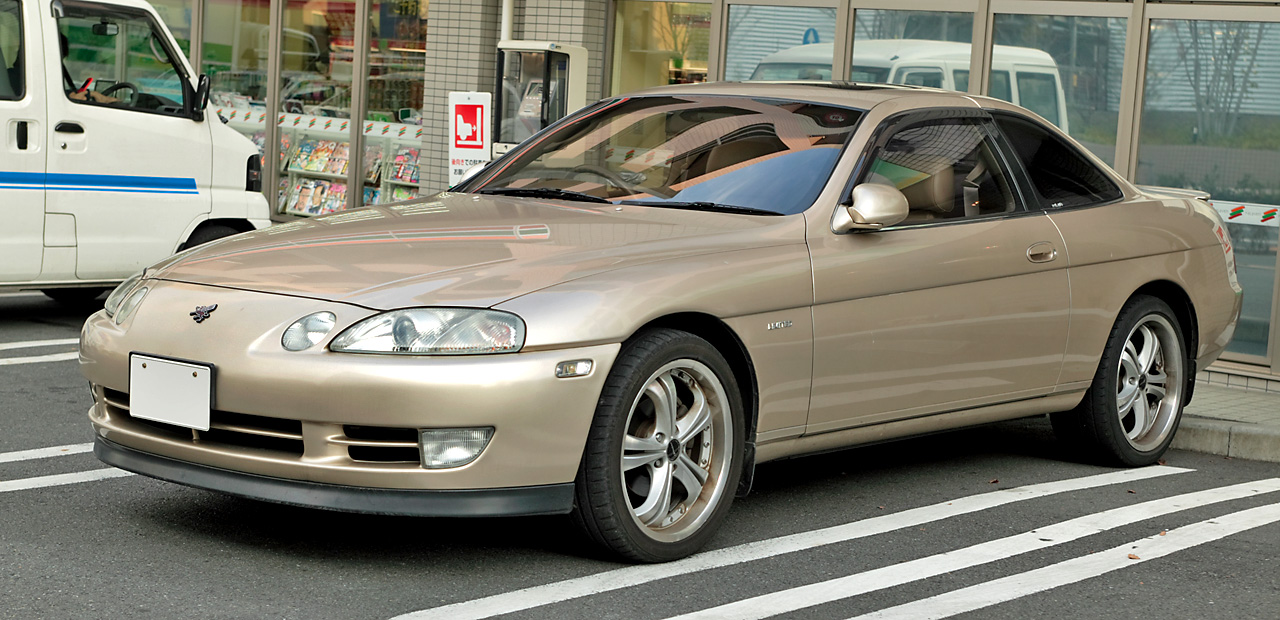
ノッチバッククーペの一例。トヨタ・ソアラ（3代目）

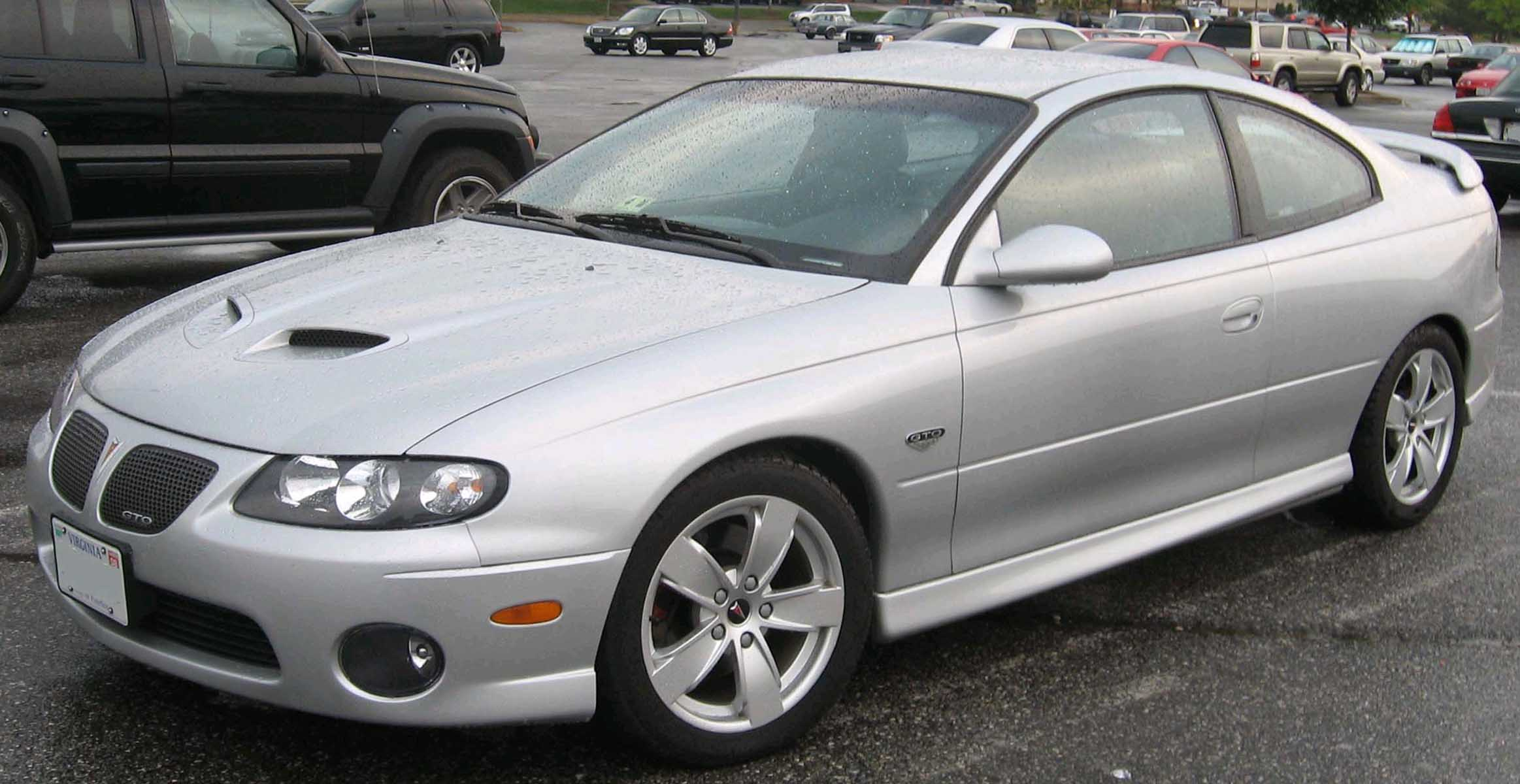
ノッチバッククーペの一例。ポンティアック・GTO（5代目）

ボンネット、キャビン、トランクルームの3つの箱からなる3ボックススタイル。一般的なノッチバックセダンと同様に落ち着いた印象を与え、高級やフォーマルといったキャラクター付けのために用いられる。実用面では、後席のヘッドクリアランスやトランクリッドの開口面積を確保しやすい。
ファストバックの中にはトランクリッドではなく、さらに開口部の大きなバックドアを持つ「ハッチバック」スタイルとなったものも多い。

### ファストバッククーペ

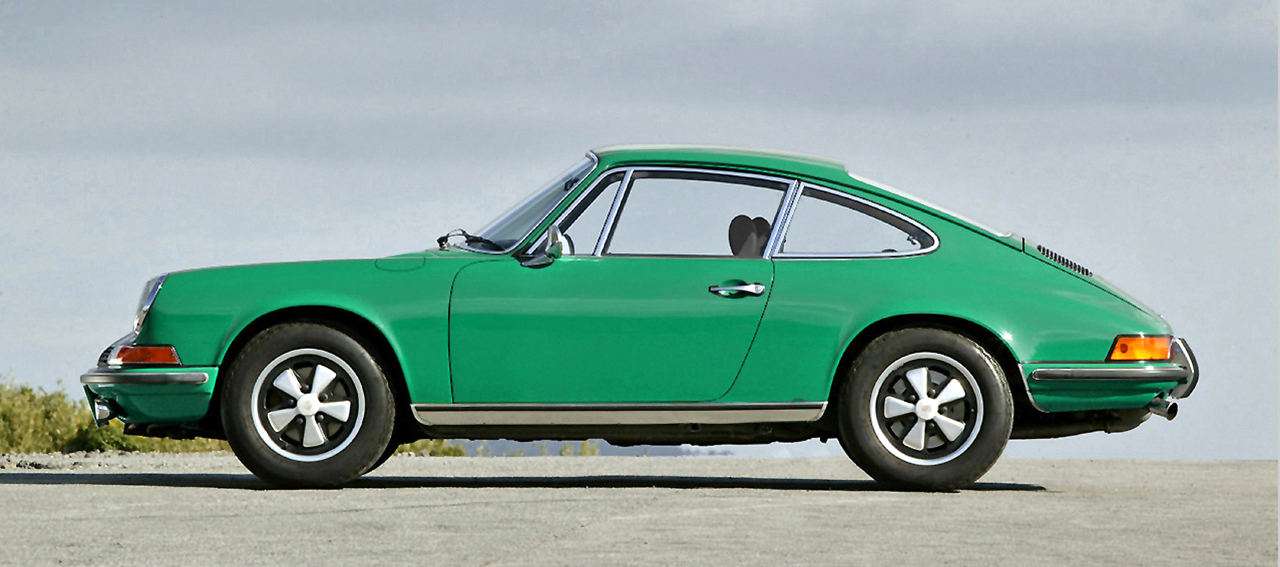
ポルシェ911 2.4
ファストバッククーペの代表格とも見なされることがあり、30年以上に渡り同じフォルムを守り通した。

リアウィンドウが比較的寝かされ、リアデッキとの間に明確なノッチを持たないスタイル。独立したトランクリッドを持つものと、開口部の大きなバックドアをもつハッチバックとがある。ハッチの開き方には、跳ね上げ式と横開き式があり、日本車では跳ね上げ式が主流である。

### カムテール

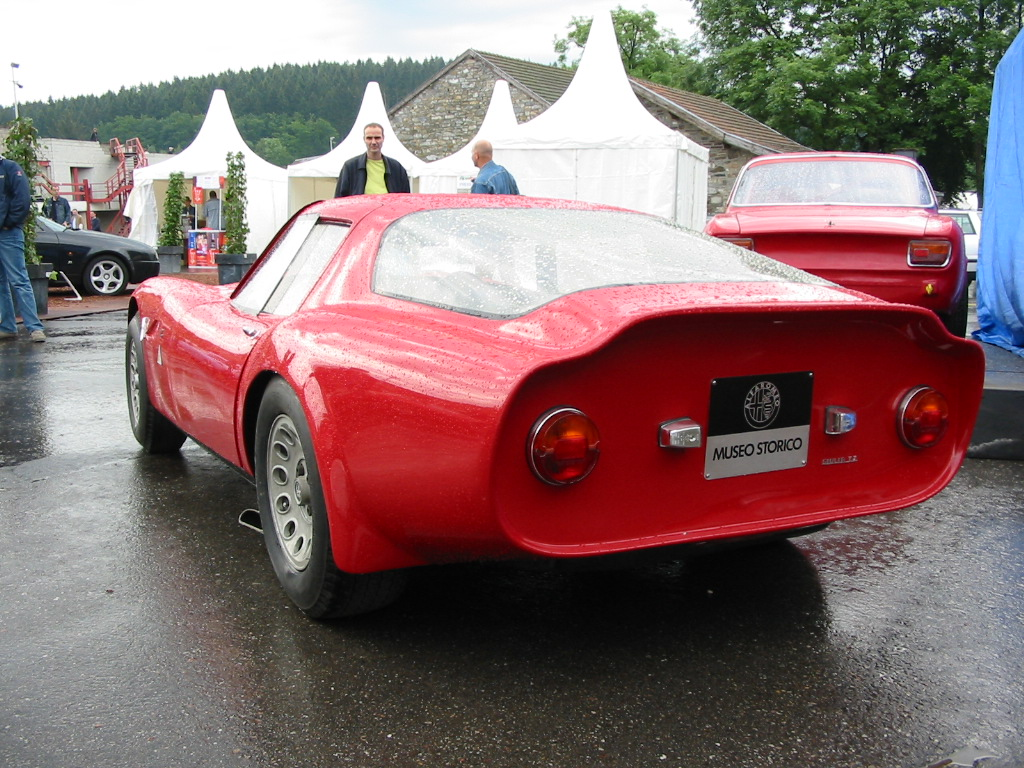
コーダ・トロンカ（カムテール）の例。アルファロメオ・TZ2

ファストバックの類型で、屋根からのラインが下がりきる前にボディ後端をすっぱりと切り落とした形状のものを、特に「カムテール」（英: Kammtail）、「カムバック」（米: Kammback）、「コーダ・トロンカ」（伊: Coda tronca）などと呼ぶ。
1930年代にドイツ人のヴニバルト・カムが提唱した「流体の中を進むもっとも効率の良い形とされる魚類のような流線型（涙滴/水滴型）の物体の場合、その後端を切り落としても抵抗はほとんど増加しない」という理論に基づくデザインである。「カム」は博士の名に由来し、「コーダ・トロンカ」は切断された（トロンカ）尾（コーダ）を意味する。
全長の短縮による軽量化と運動性の向上が期待できることから、まずレーシングカーに採用され、1960年代以降はスポーツ風な印象や空力性能の良さを形で訴える意味もあり、カムテールを取り入れる市販車が相次いで現れた。

### その他の呼称

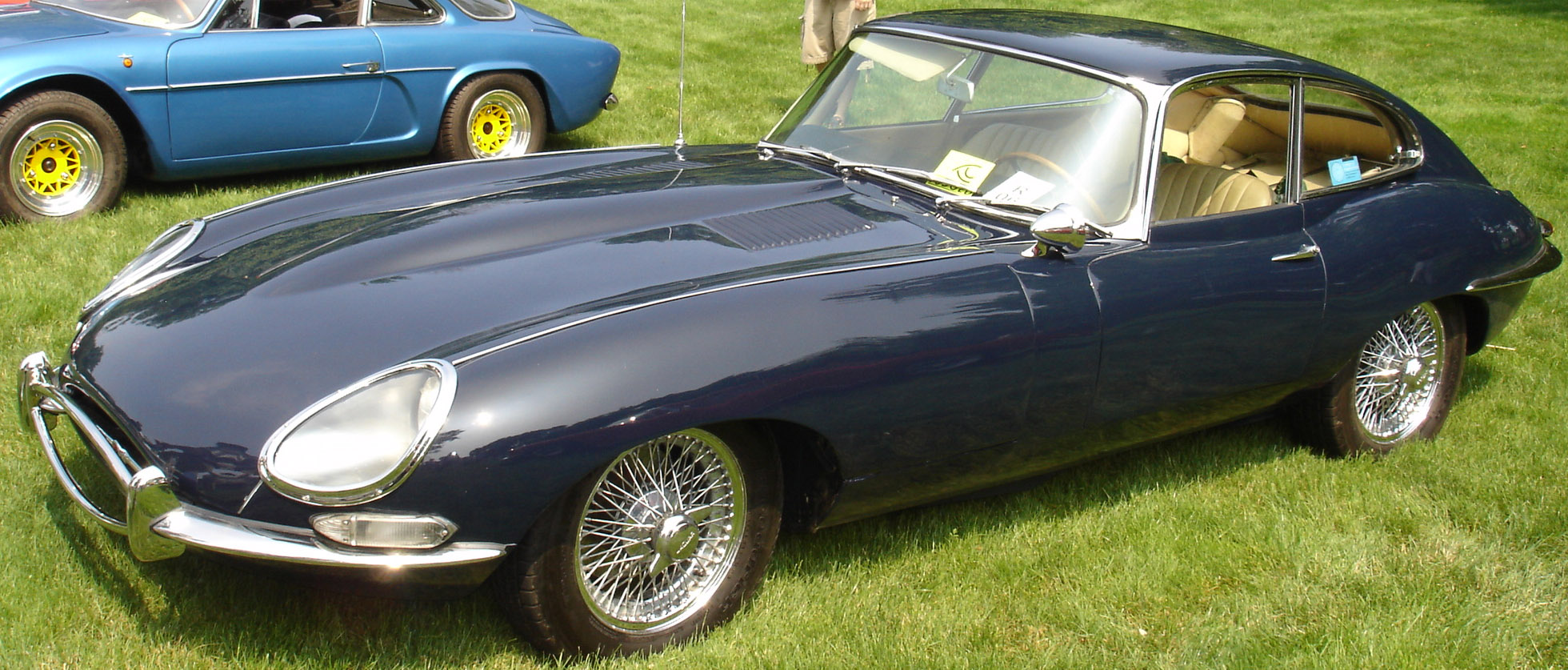
フィクスドヘッドクーペ
ジャガー・Eタイプ Sr-1 FHC

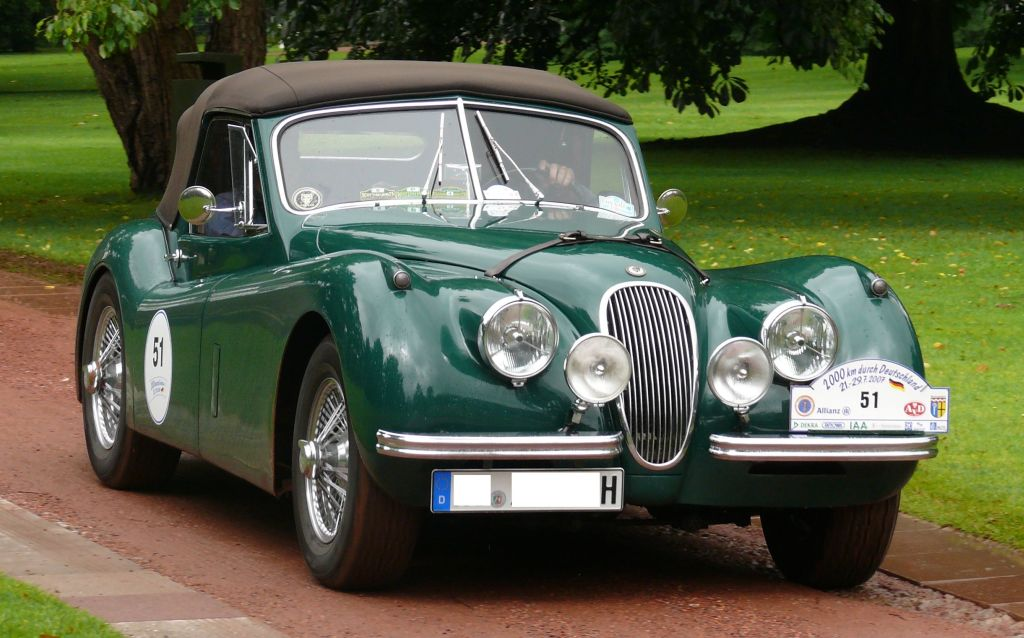
ドロップヘッドクーペ
ジャガー・XK120 SE DHC

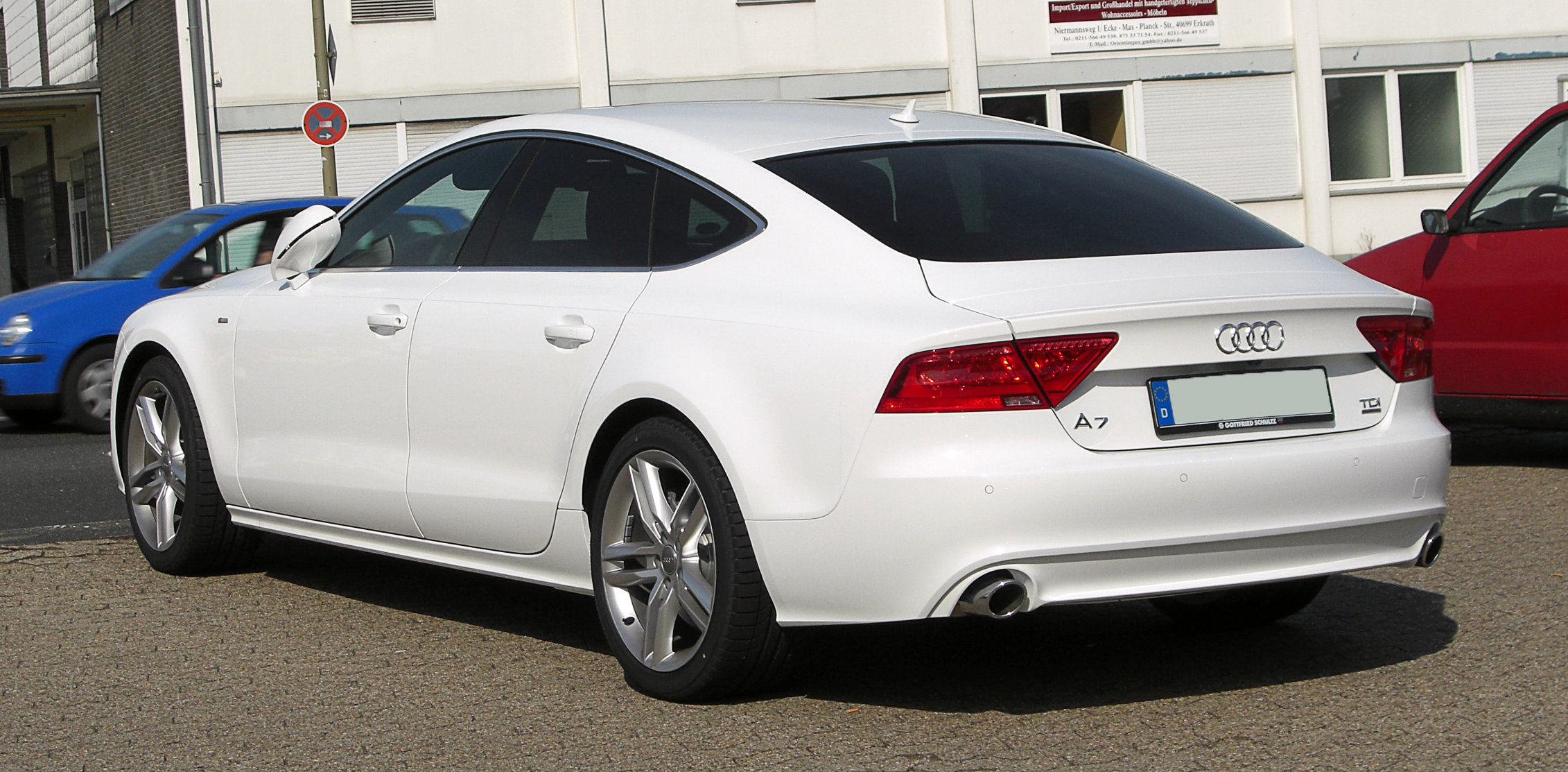
4ドアクーペ
アウディ・A7

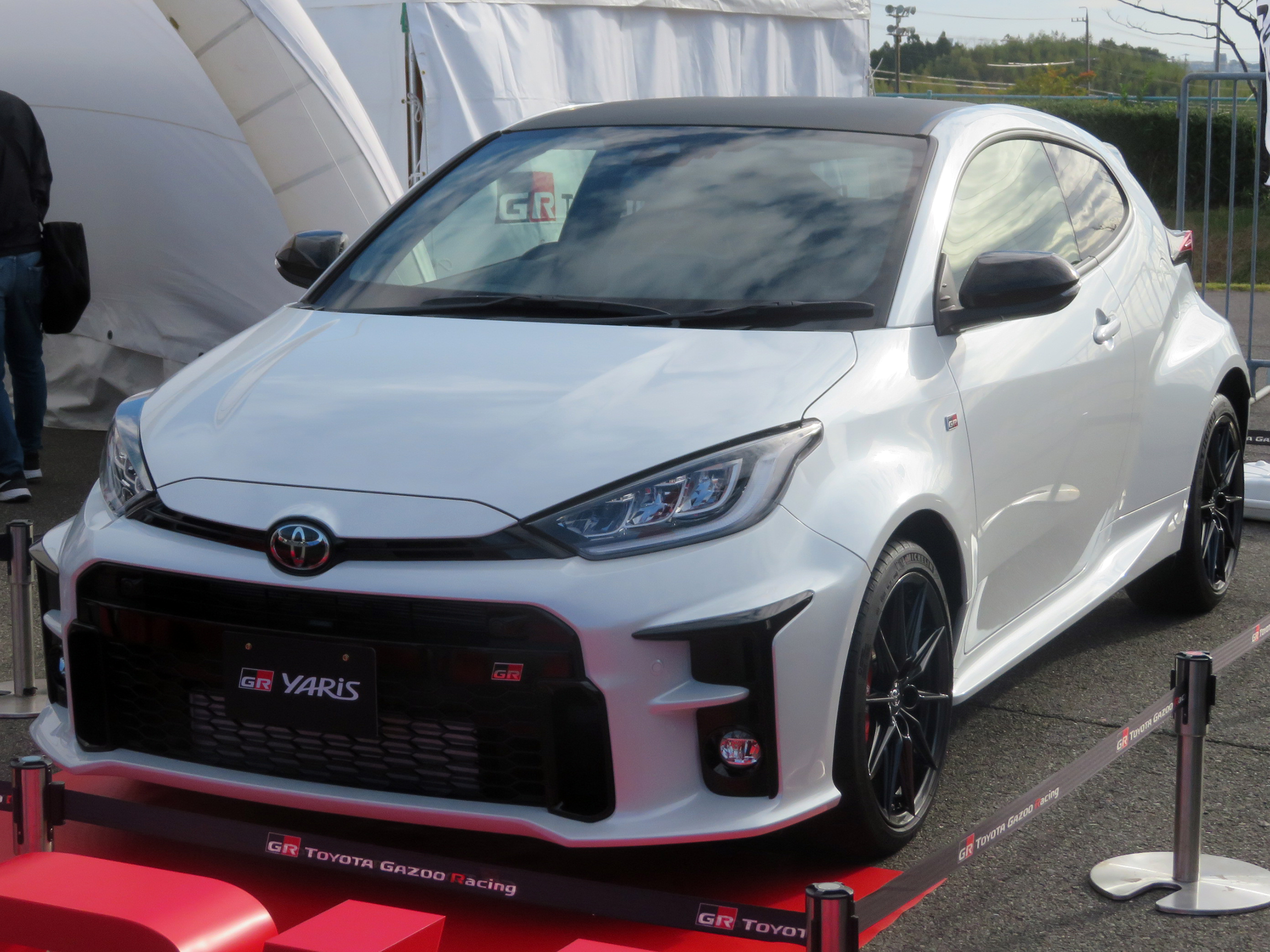
ハッチバッククーペ
トヨタ・GRヤリス

フィクスドヘッドクーペ（Fixed Head Coupe,FHC）

もともとオープンカーとして開発されたクーペに、固定式の屋根（ハードトップ）を設けた車両を指す。イギリス発祥の用語。
ドロップヘッドクーペ（Drop Head Coupe,DHC）

幌（ソフトトップ）を持つオープンカーで、幌を閉じることでクーペと同等の居住空間を得ることができる車両を指す。イギリス発祥の用語。
4ドアクーペ

4ドアセダンから派生したボディ形式。ドアの枚数はそのままに、車高を低めにしてAピラーを強く寝かせた車種。通常ならば「5ドアハッチバック」と呼ばれるものだが、メーカーによりこのように呼称される場合がある。厳密な定義はなく、本来の「クーペ」という言葉の用法からは外れるものの、3ボックス型4ドアセダンとクーペの折衷型として2000年代以降、主に欧州系を中心とした各自動車メーカーから登場している。同クラスの4ドアセダンと比べて車室は狭く、実用性よりもデザインを優先したクーペ風の4ドア車である。
1980年代 - 1990年代の日本車で流行した「4ドアハードトップ」の類型にあたり、デザイン性重視の観点からサッシュレスドアを採用しているものが多い。
メーカーが「4ドアクーペ」と定義している事例としては、ブームの火付け役となったメルセデス・ベンツ・CLSクラスを筆頭に、BMW・6シリーズ グランクーペやフォルクスワーゲン・アルテオンなどがある。アウディ・A7は大型のリアゲートを持つ5ドアハッチバックだが、これも同様にメーカーは「4ドアクーペ」と定義している。
一方、アストンマーティン・ラピードやポルシェ・パナメーラも同様のスタイルを持つが、これらは「4ドアクーペ」の呼称をメーカーは採用していない。
ハッチバッククーペ

3ドアハッチバックから派生したボディ形式。ドアの枚数はそのままに、車高を低めにしてAピラーをさらに強く寝かせた車種。通常ならば「3ドアハッチバック」と呼ばれるものだが、メーカーによりこのように呼称される場合がある。厳密な定義はなく、本来の「クーペ」という言葉の用法からは外れるものの、2ボックス型3ドアハッチバックとクーペの折衷型として1970年代以降、主に欧州系を中心とした各自動車メーカーから登場している。同クラスの3ドアハッチバックと比べて車室は狭く、実用性よりもデザインやスポーティ性を優先したクーペ風の3ドア車である。

## 高級車におけるクーペの存在

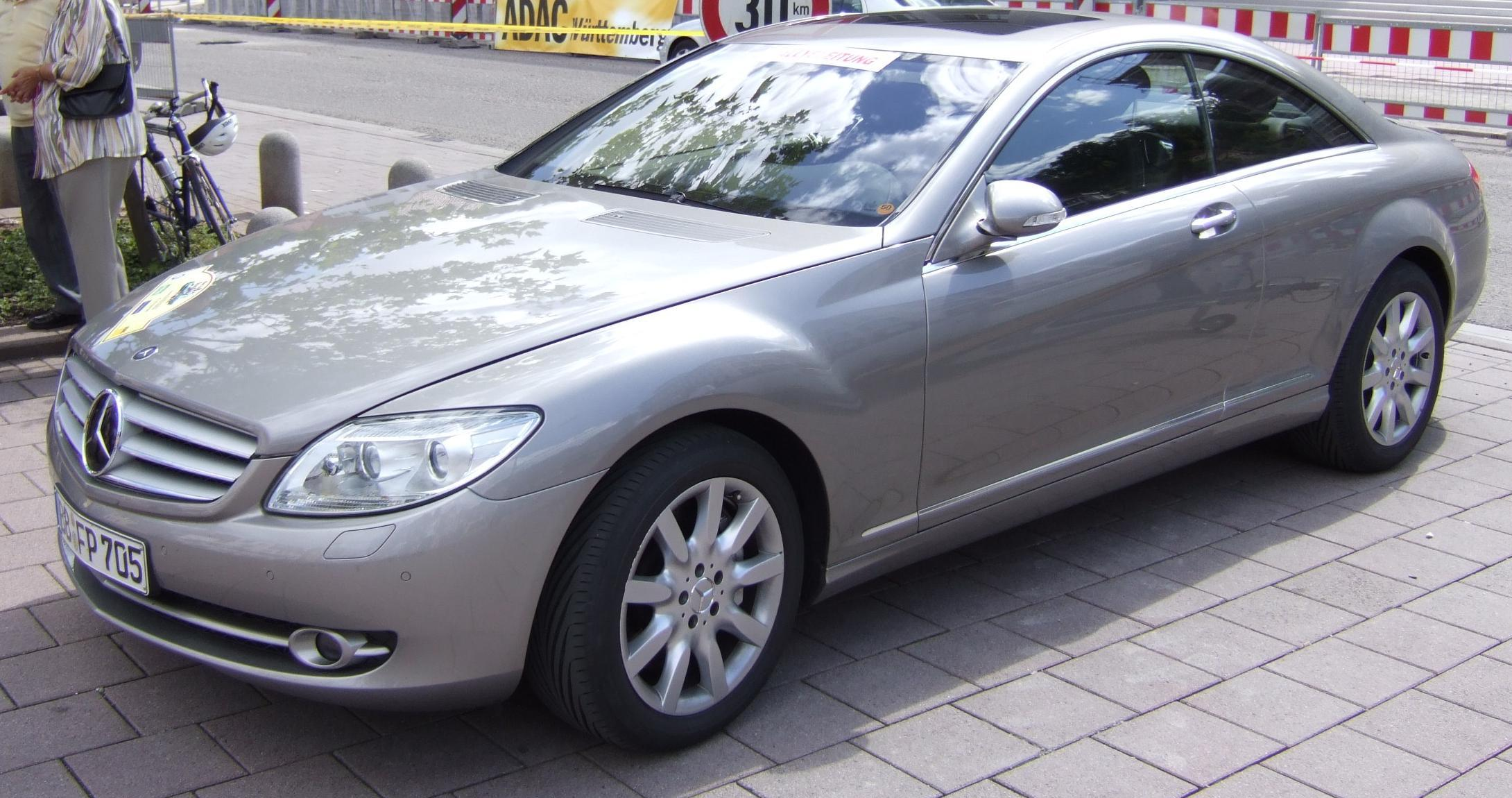
メルセデス・ベンツ・CLクラス

後席用のドアを持たないクーペは実用性に欠けるため、ビジネス用途からは一般的に避けられる。しかし逆に、高級車の歴史においては、その実用性を廃した点が「特別感」「パーソナル感」を強調し、さらには「贅沢の象徴」とされ、一定の存在価値を持っている。
フェラーリやランボルギーニといった、いわゆるスーパーカーだけではなく、快適な乗り心地と豪華な装備を持つ大型高級乗用車にもクーペは存在し、多くの高級車メーカー（ブランド）において、イメージリーダーとして重要な役割を担ってきた。
4ドアセダンはビジネスにもプライベートにも使えるが、2ドアクーペはプライベートにしか使えない。だから贅沢だという価値観である。
トヨタ・クラウンや日産・セドリック、ホンダ・レジェンドといった日本メーカーの高級車には、4ドアセダン以外にもかつては2ドアのハードトップやクーペモデルが存在し、パーソナル感を重視するオーナードライバー達に選択されてきた。トヨタは高性能と豪華装備を兼ね備えた2ドアクーペのスーパーカーであるレクサス・LFAを限定生産したほか、その後もLCをラインナップしている。日産では同じくクーペボディを持つGT-Rが、ホンダではNSXをラインナップしており、共に両社のフラグシップを担っている。
メルセデス・ベンツやBMWにおいては、クーペモデルはセダンより一段上位のものと常に位置づけられおり、それはロールス・ロイスにおいてさらに顕著である。かつて販売された2ドアクーペのカマルグは、販売当時ファントムVIを除くと同社ラインナップ内で最も高価格のトップモデルであり、なおかつデビュー当時は世界で最も高価な市販乗用車でもあった。ファントムVIはあくまで特別生産車であり、カマルグは「ショールームで買うことのできる世界一高額な車」とされた。近年も、ファントムのクーペモデルおよびドロップヘッドクーペは、サルーン（セダン）より高価格であった。また、2009年からはファントムより一回り小さなセダンとしてゴーストがラインナップされているが、このクーペ版として2013年からレイスも登場しており、ベースとなったゴーストと比べ高価格である。

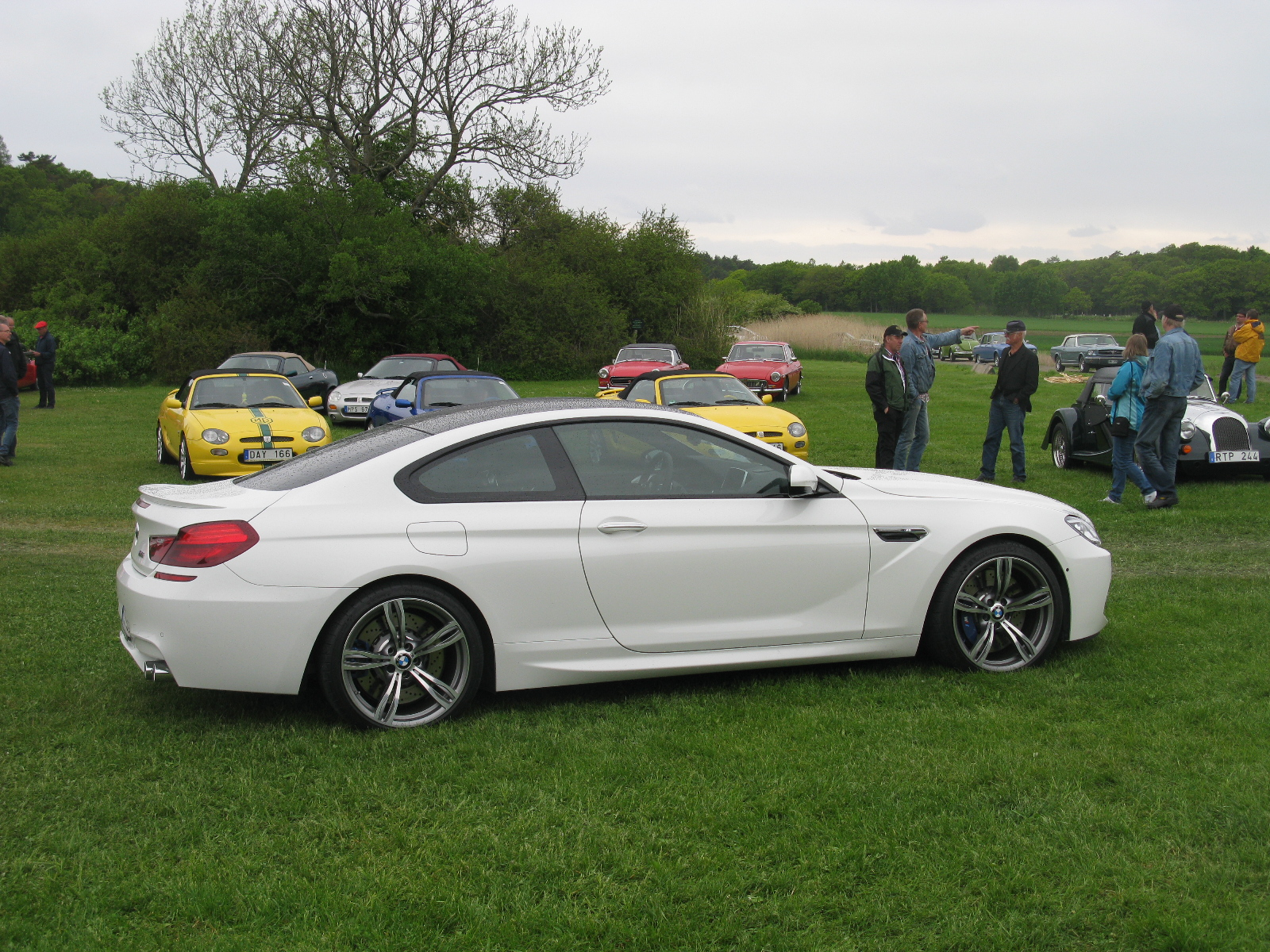
BMW・M6
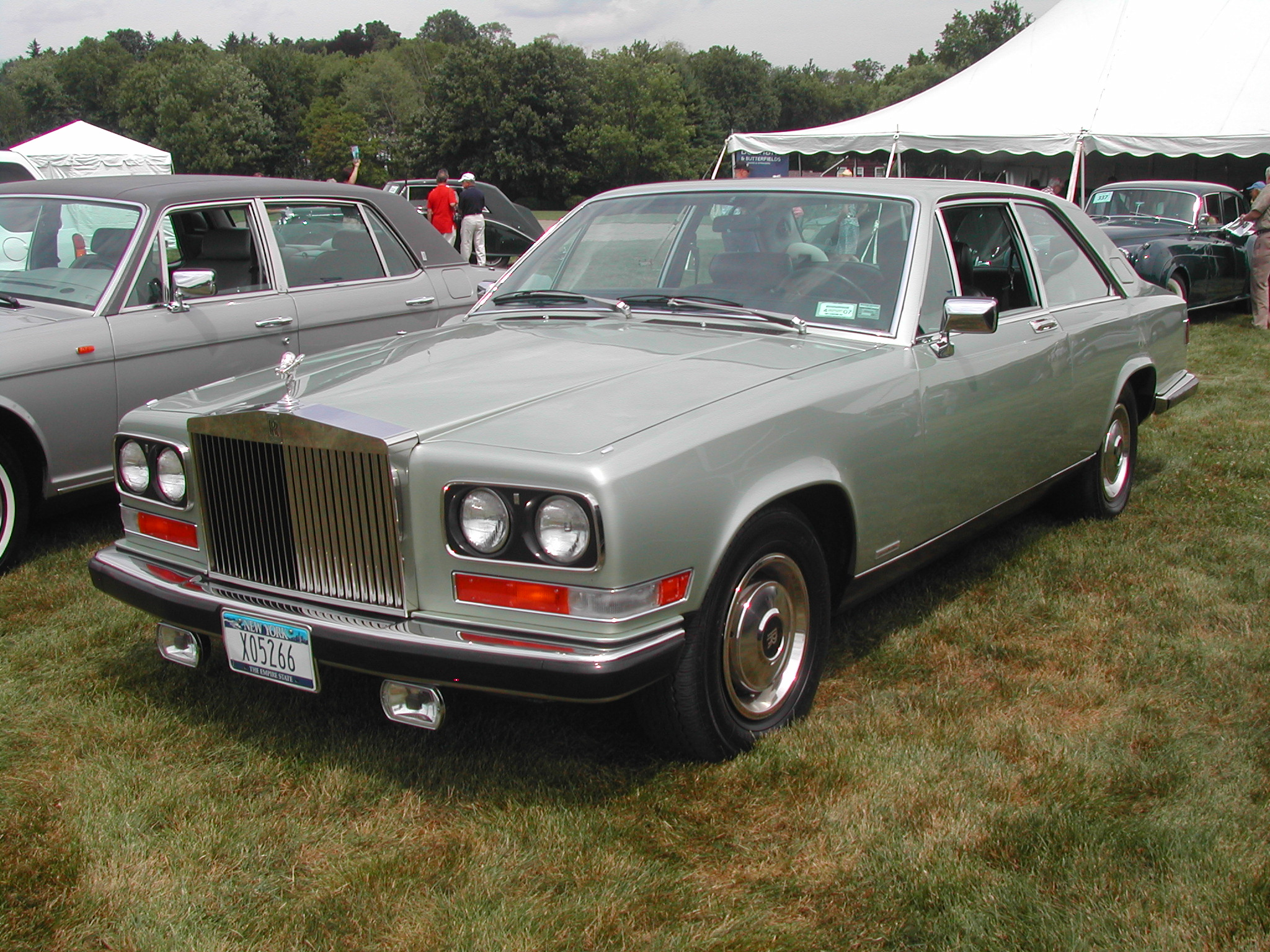
ロールス・ロイス・カマルグ
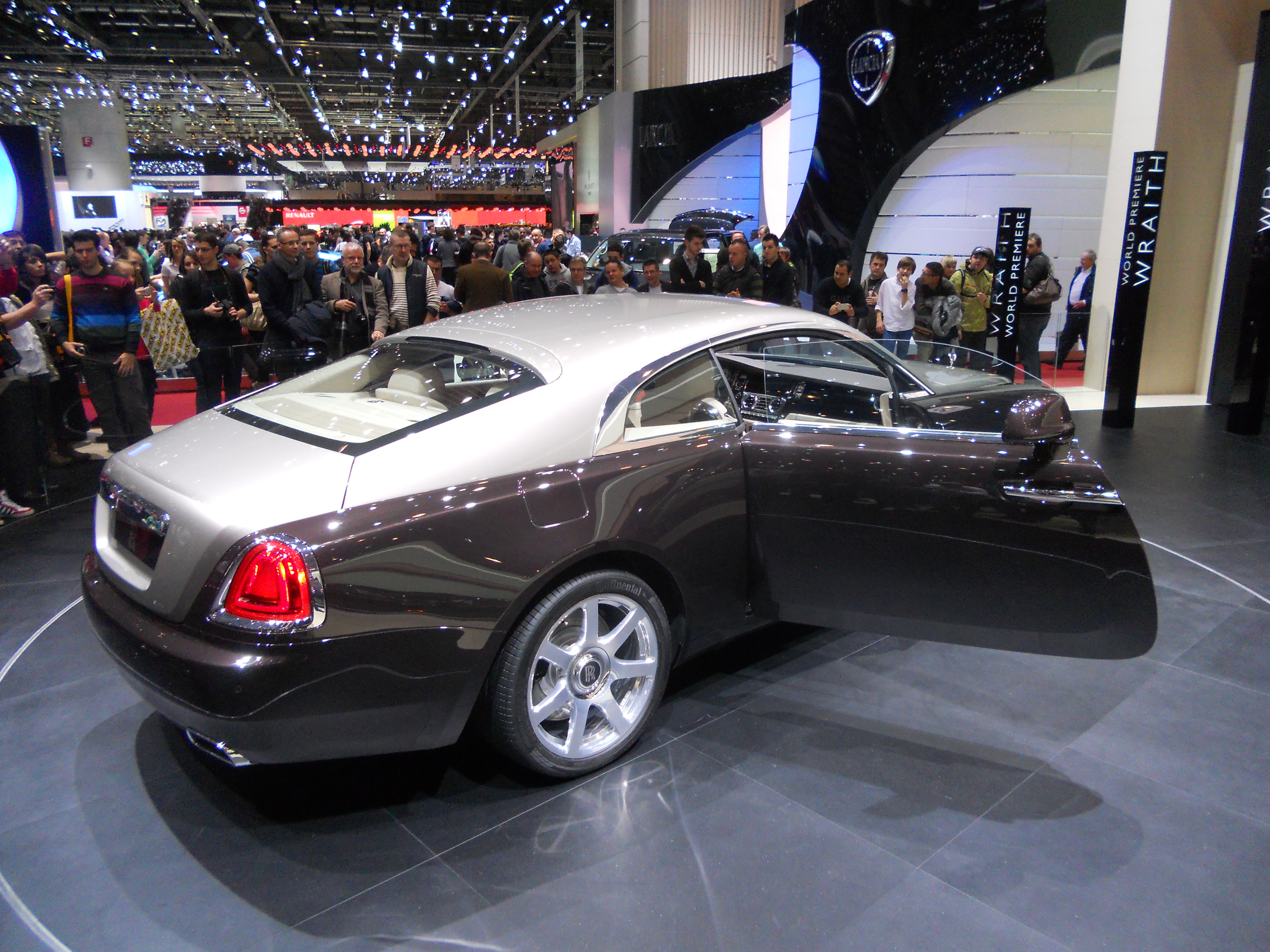
ロールス・ロイス・レイス

## 近年の動向
1950年代までの乗用車は、剛性確保や生産性の都合から2ドアが当たり前であったため、2ドアであることに疑問を抱くユーザーは少なかった。1960年代のファミリーカーブームで4ドア車も普及し始めるが、「豪華版」とも呼べる存在であった4ドア車に比べて廉価でスポーティな車種も多かったクーペは、若者や自動車愛好家を中心にもてはやされた。しかし、4ドア車が大衆化して製造コストが下がるようになると、徐々にクーペの販売はかげりを見せ始めた。
自動車の普及とともに、自動車に対して趣味的な価値を見出す者も減少し、大衆には地球環境への配慮や相次ぐ不況への不安が芽生えていたため、とりわけ2000年代以降はコンパクトカーやミニバンのような経済性・実用性に優れた自動車が台頭するようになった。動力性能やスタイリングを重視したスポーティモデルにしても、大衆車たるセダンやハッチバックをベースに高性能化した車種（スポーツセダン、ホットハッチ）が増加し、クーペである必要性が希薄化してしまった｡
その結果、クーペは少ない販売台数で採算を取るために高価格帯に偏るようになり、近年になって新型車として導入されるクーペはCセグメント以上のクラスが主流となっている。また、かつて「クーペのみを製造する」ことをアイデンティティとしていたスポーツカーメーカーも、ラインナップにクロスオーバーSUVなどを導入する例が増えており、2015年現在のポルシェのクーペの売上は2割に過ぎなくなった。このように、クーペはブランドのスポーツイメージ向上や自動車文化の振興につながっても、収益のメインにはなり得ないことから、クーペの販売から撤退する自動車メーカーも珍しくなくなった。
このような現状を踏まえ、メーカー側では同業他社との共同開発やプラットフォームの共有（トヨタ・86/スバル・BRZ、BMW・Z4/トヨタ・スープラなど）によってコストを削減し、クーペの存続を図っている。また、トヨタ・C-HRやBMW・X6、ルノー・アルカナなど、クロスオーバーSUVに対してクーペのスタイリングを取り入れる例もみられる。

### アメリカ合衆国
アメリカでは1960 - 1970年代に各メーカーからスポーツクーペが多数登場し、一躍人気を博した。また、同時期のアメリカで流行したマッスルカーは、大排気量・高出力のエンジンを2ドアクーペタイプのボディに搭載することが基本であった。
またアメリカでは女性の社会進出が早く、そのような女性たちの通勤の足として「セクレタリーカー」というジャンルが形成された。このジャンルでは小型クーペが人気を博し、特に日本車のトヨタ・カローラGTSやホンダ・CR-X、日産・シルビアなどが人気車種となった。またホンダ・アコードクーペやシビッククーペ、トヨタ・セプターなど、アメリカで現地開発された日本メーカー製のクーペも登場し、一部は日本にも輸出された。
2000年代以降は世界的な環境意識の高まりや、車高の低い構造がセキュリティ上敬遠されるようになり、クーペはセダンやステーションワゴンとともに小型のクロスオーバーSUVに取って代わられるようになった。

### 日本
日本車におけるクーペは、1937年（昭和12年）に登場したダットサン16型が最初といわれる。戦後はマツダから発売されたR360がクーペを名乗っていたが、これらは後年のようなスタイリングや性能に特徴を持たせたものではなかった。
日本車でスタイリングを重視した本格的なクーペが登場したのは1965年（昭和40年）の日産・シルビアが最初で、いすゞ・117クーペやマツダ・ルーチェロータリークーペといった高級モデルがこれに追従した。1970年（昭和45年）に発売されたトヨタ・セリカは、その価格の安さと「フルチョイスシステム」によって好みの内装が選択できる先進性で大ヒットを記録し、他社からも同種のスペシャルティカーを発売させる大ブームへとつながった。
1980年代後半から1990年代初頭にかけてのバブル景気と相まって、若者たちのデートカーとしてクーペが好まれるようになった。こうした中で、日産・シルビア、トヨタ・セリカ、ホンダ・プレリュード、ホンダ・インテグラなどの2ドアクーペがヒットを記録している。
1991年のバブル崩壊以降は、ミニバンやトールワゴン、スポーツ・ユーティリティ・ビークル（SUV）などの実用性に長けたRV系車種がヒットし、セダンよりさらにスタイリング重視で実用性と居住性に乏しいクーペ系車種は、既存の小型セダンやハッチバックをベースとした低価格帯の小型クーペ（サブコンパクトカー）を投入することで生き残りを図った。
しかし、2000年代に入ると原油価格の高騰を受けて経済的な軽自動車やコンパクトカーの売上が高まり、クーペそのものが急速に敬遠され、軽自動車やCセグメントクラス以下の大衆車なども含めてクーペ系車種は順次廃止される運びとなった。

#### 各メーカーの動向
トヨタ自動車ではSUBARU（旧・富士重工業）との資本提携の一環としてクーペタイプのスポーツカーを共同開発することになり、2012年にトヨタ・86（→GR86）/スバル・BRZとして発売された。トヨタではMR-S（2007年販売終了）以来、SUBARUではアルシオーネSVX（1996年販売終了）以来のクーペモデルの復活となる。さらに2014年にはレクサスブランドからRC・LC、2019年にはBMWとの共同開発でGRスープラを発表するなど、クーペの新車種を市場に投入している。
日産自動車とマツダは2000年代以降も一貫してクーペ車種をラインナップし続けており、2024年現在も日産ではフェアレディZとGT-R、マツダではロードスターの生産・販売を継続している。
ホンダは2010年にCR-Zでクーペを復活させて以来、2015年にはS660、2016年にはNSXとクーペの新車種を投入してきたが、いずれも2022年までに販売終了となり、2024年現在のラインナップにクーペは存在しない。
三菱自動車工業は純国産車ではGTO（2001年販売終了）、逆輸入車を含むとエクリプススパイダー（2006年販売終了）が最後のクーペ系車種となっており、こちらも2024年現在のラインナップにクーペは存在しない。

## クーペ一覧
クーペのカテゴリを参照。

## 語源

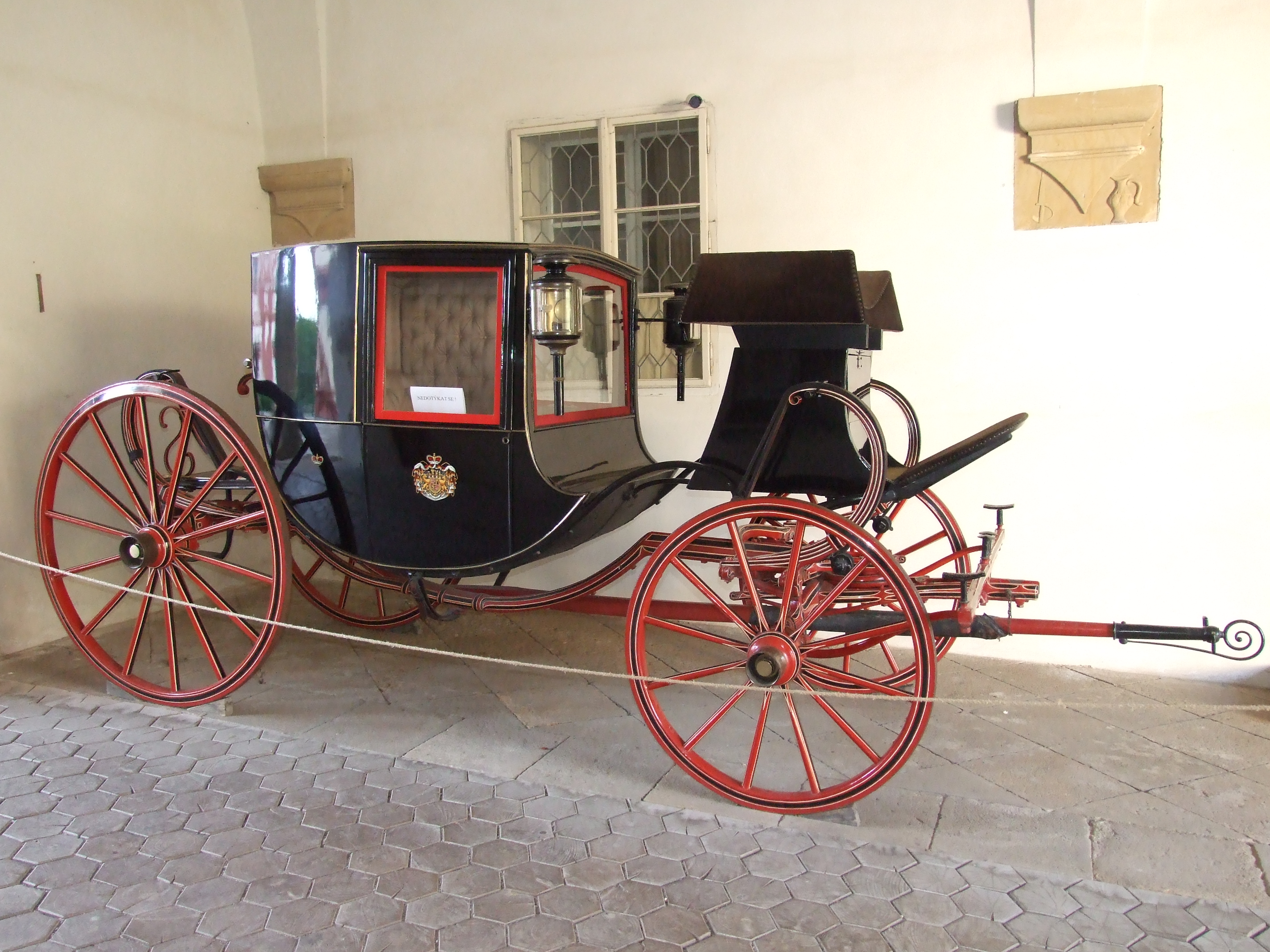
carrosse coupé の一例

フランス語の「couper クペ」（切る）という動詞の過去分詞形である「coupé クペ」（切られた）が語源である。1列の座席を備えた有蓋馬車（＝屋根付き馬車 ＝箱型馬車）はドアが2枚ついているものであり、これが「向かい合った2列の座席（ボックスシート）がある普通の馬車を途中で切った形」と見なされ、それが「切られた馬車」を意味する「carrosse coupé」（カロッス・クペ）と呼ばれるようになった。やがてその表現の形容詞（クペ）だけが馬車用語として独立し、形式自体を指すようになり、日本語では「クーペ」として定着した。

## 画像集
ここでは、クーペのなかでも変わり種の車種を紹介する。
- メルセデス・ベンツ・CLSクラス

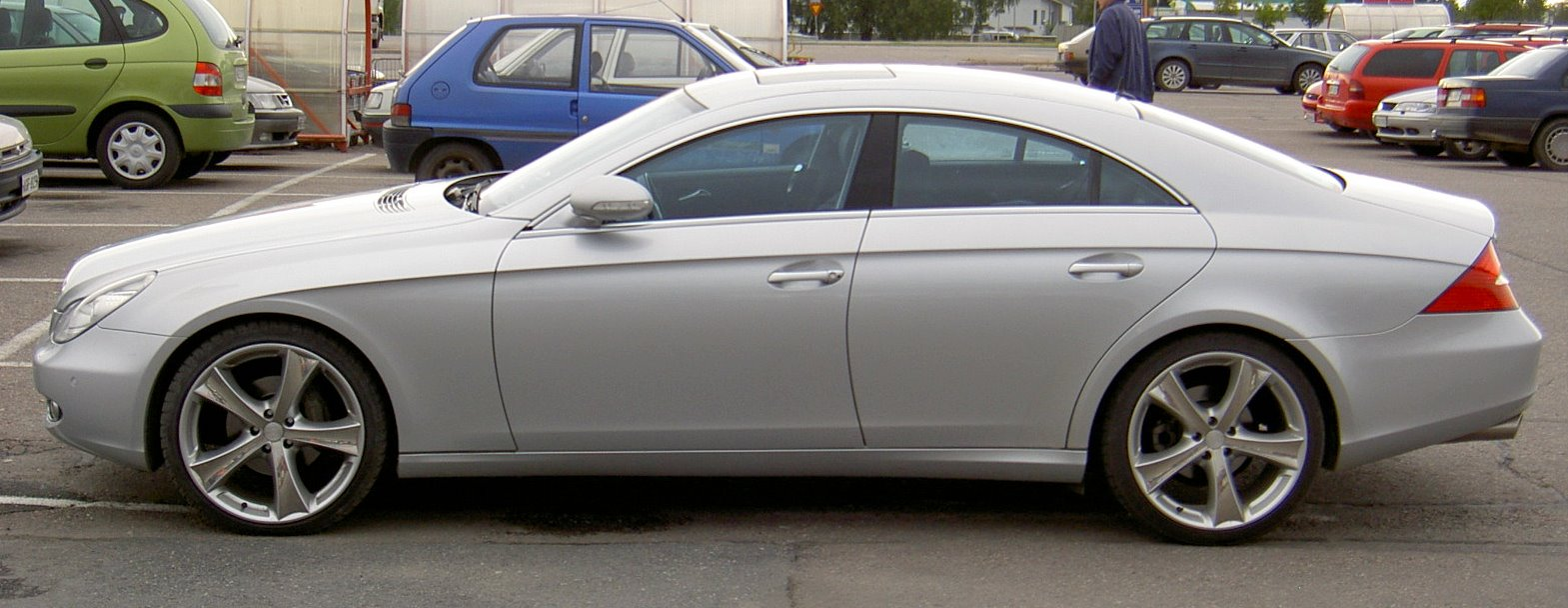
低いルーフと寝かせた前後ピラーを持つ車種。本来ならば「4ドアセダン」だが、メーカーは「4ドアクーペ」と定義している。
- BMW・4シリーズ グランクーペ
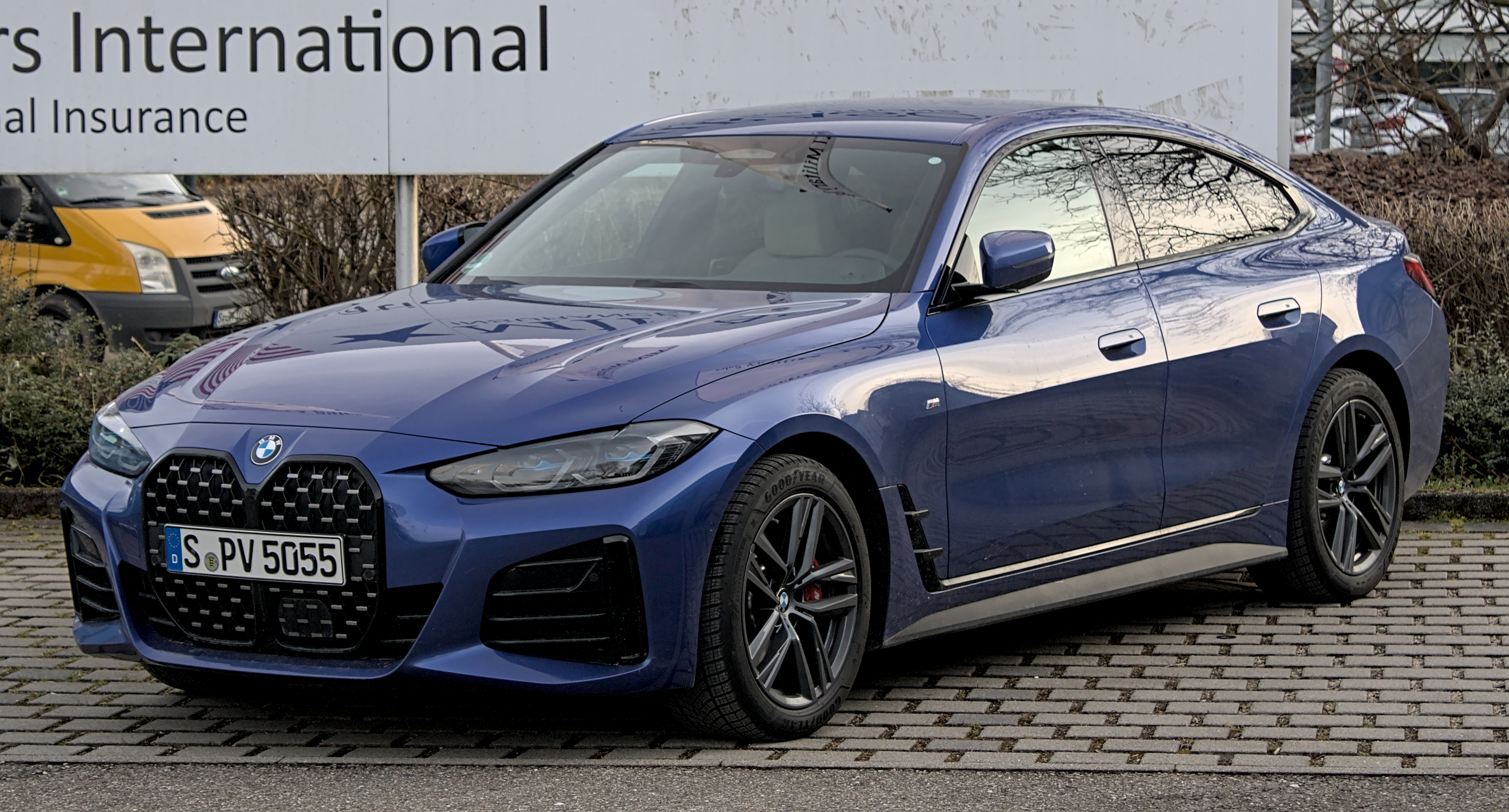
大型のリアゲートを持つ5ドア車だが、メーカーは「4ドアクーペ」と定義している。
- アウディ・A5 スポーツバック
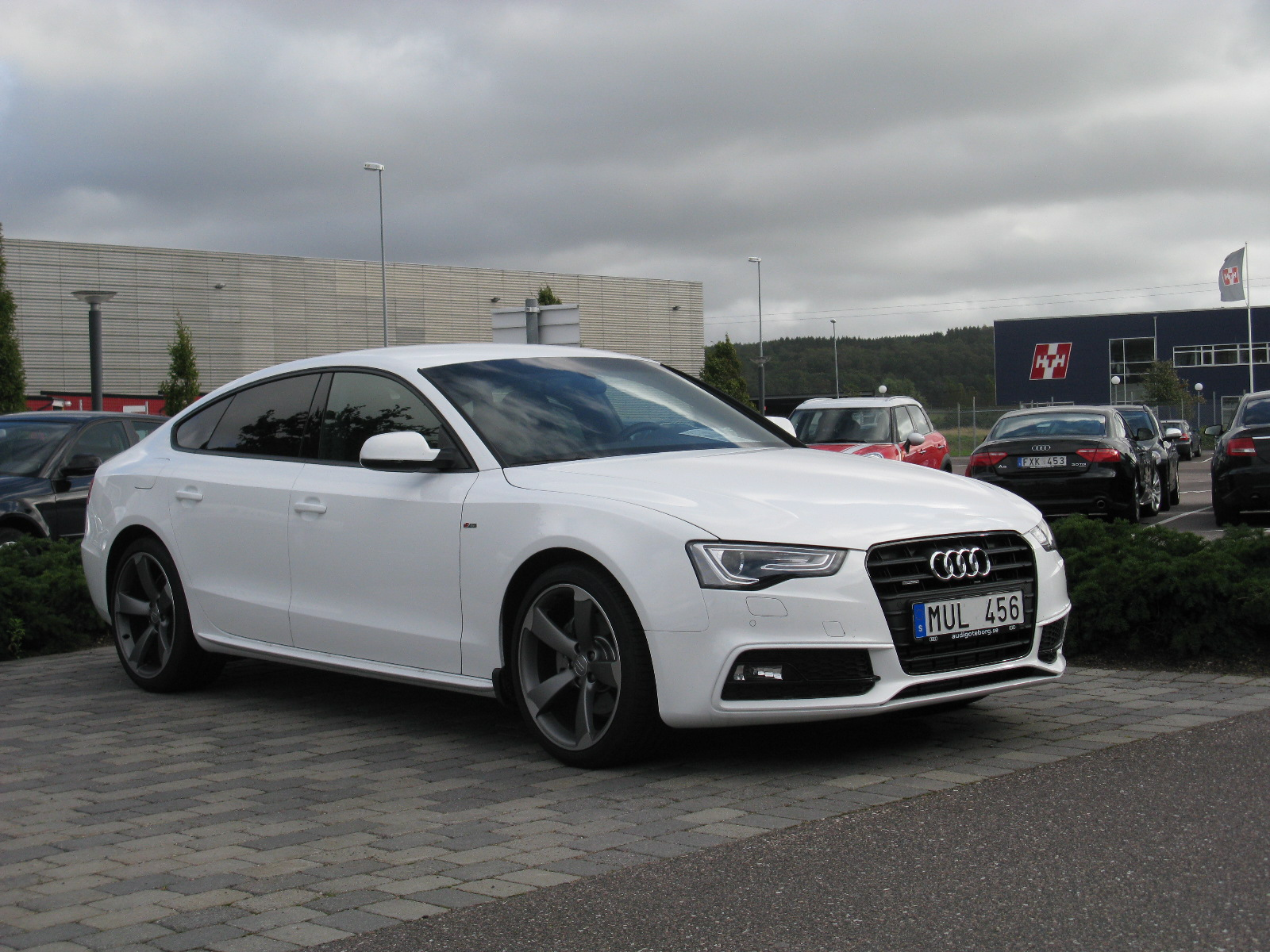
大型のリアゲートを持つ5ドア車だが、メーカーは「4ドアクーペ」と定義している。
- マセラティ・メラク
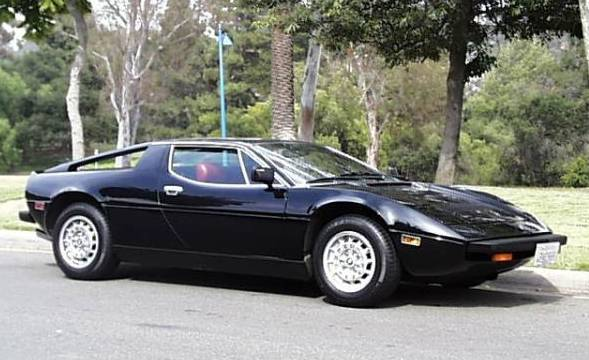
リアピラー後にフライングバットレス（跳び梁）を追加しファストバック風のラインとしている。
- ジャガー・XJ-S Sr-1
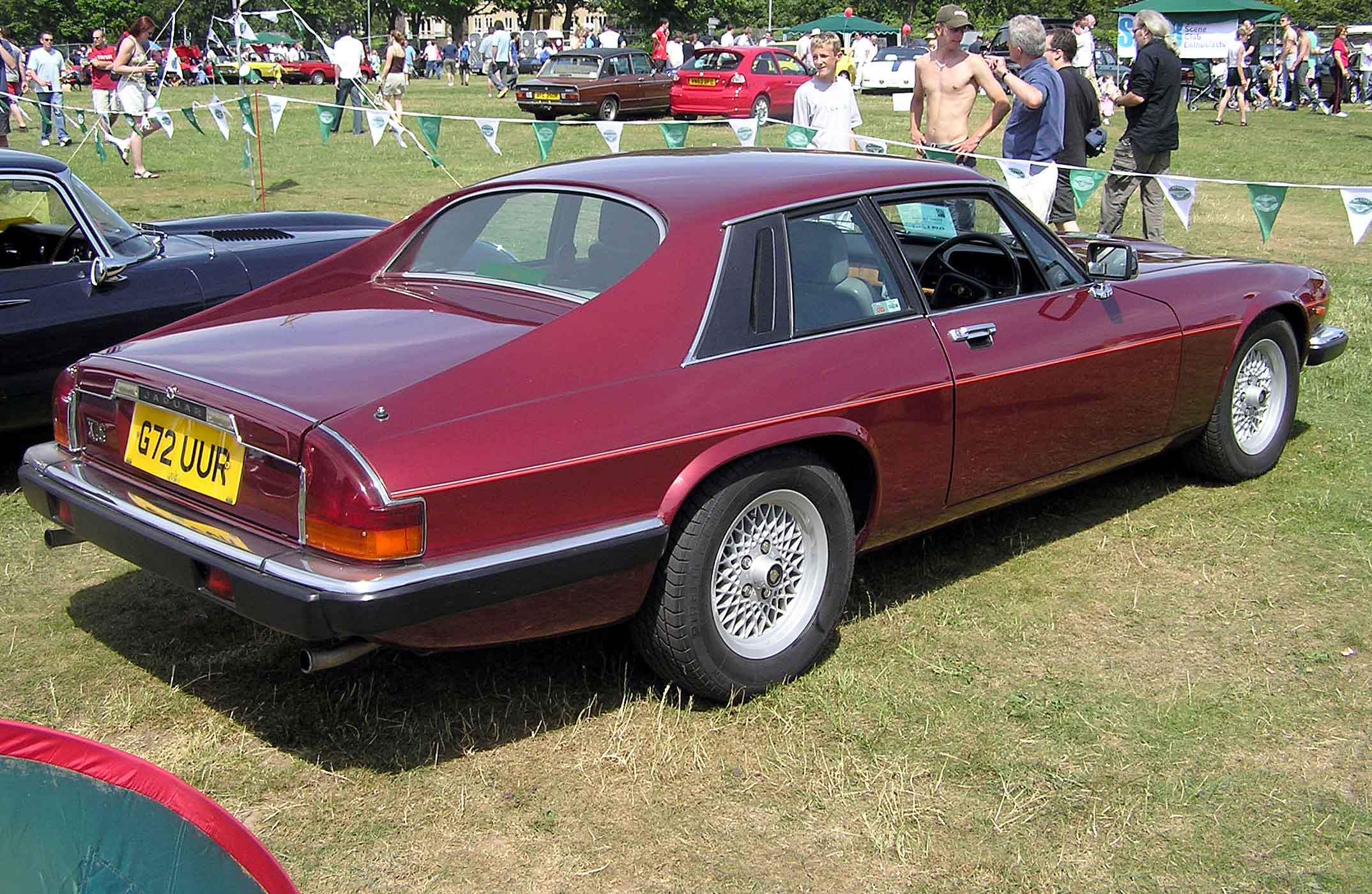
リアウィンドウを立て、Cピラーをヒレ状にすることで、トランクリッドの大きさの確保と流麗なラインとの両立を狙ったデザイン。
- マツダ・コスモL
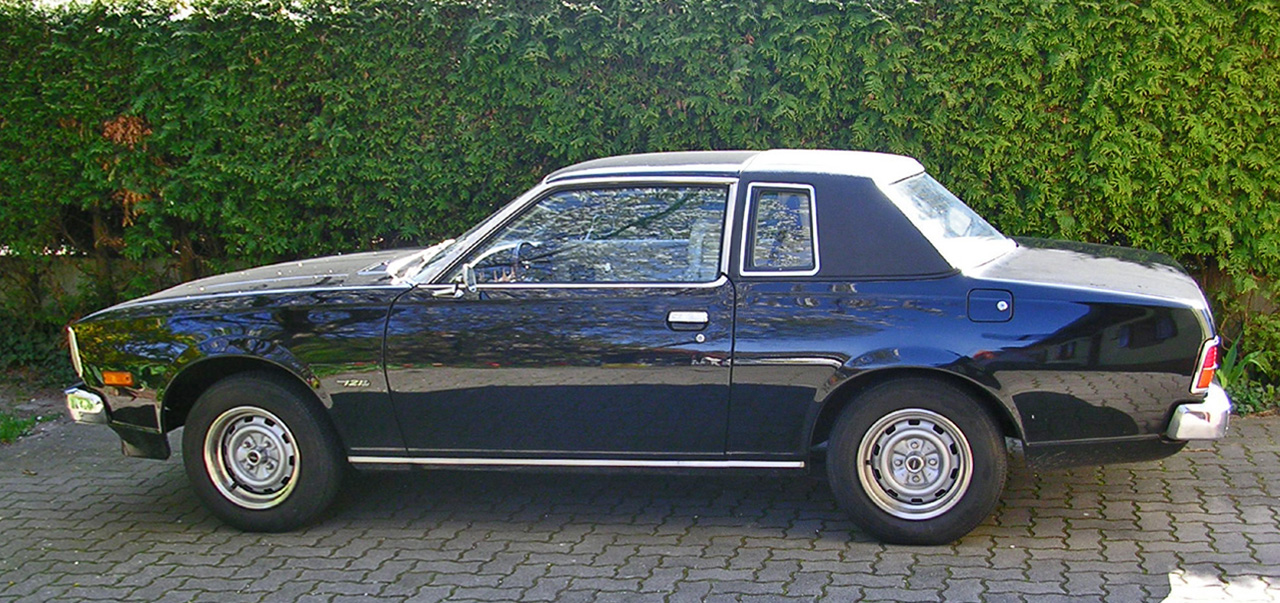
ファストバッククーペであるコスモAPの派生車で、日本車では数少ない、オペラウィンドウを持った ランドウトップのノッチバッククーペ。
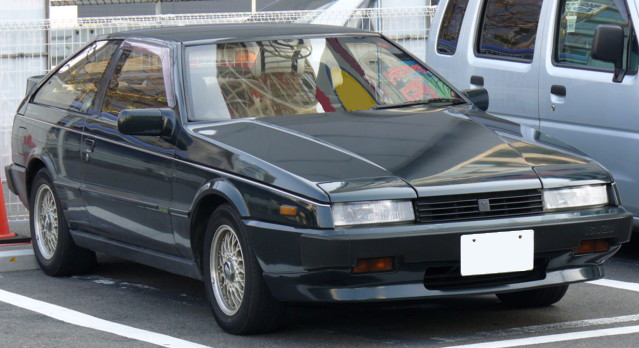
いすゞ・ピアッツァ（初代）
- 2ボックスのハッチバッククーペ。
- マツダ・R360クーペ
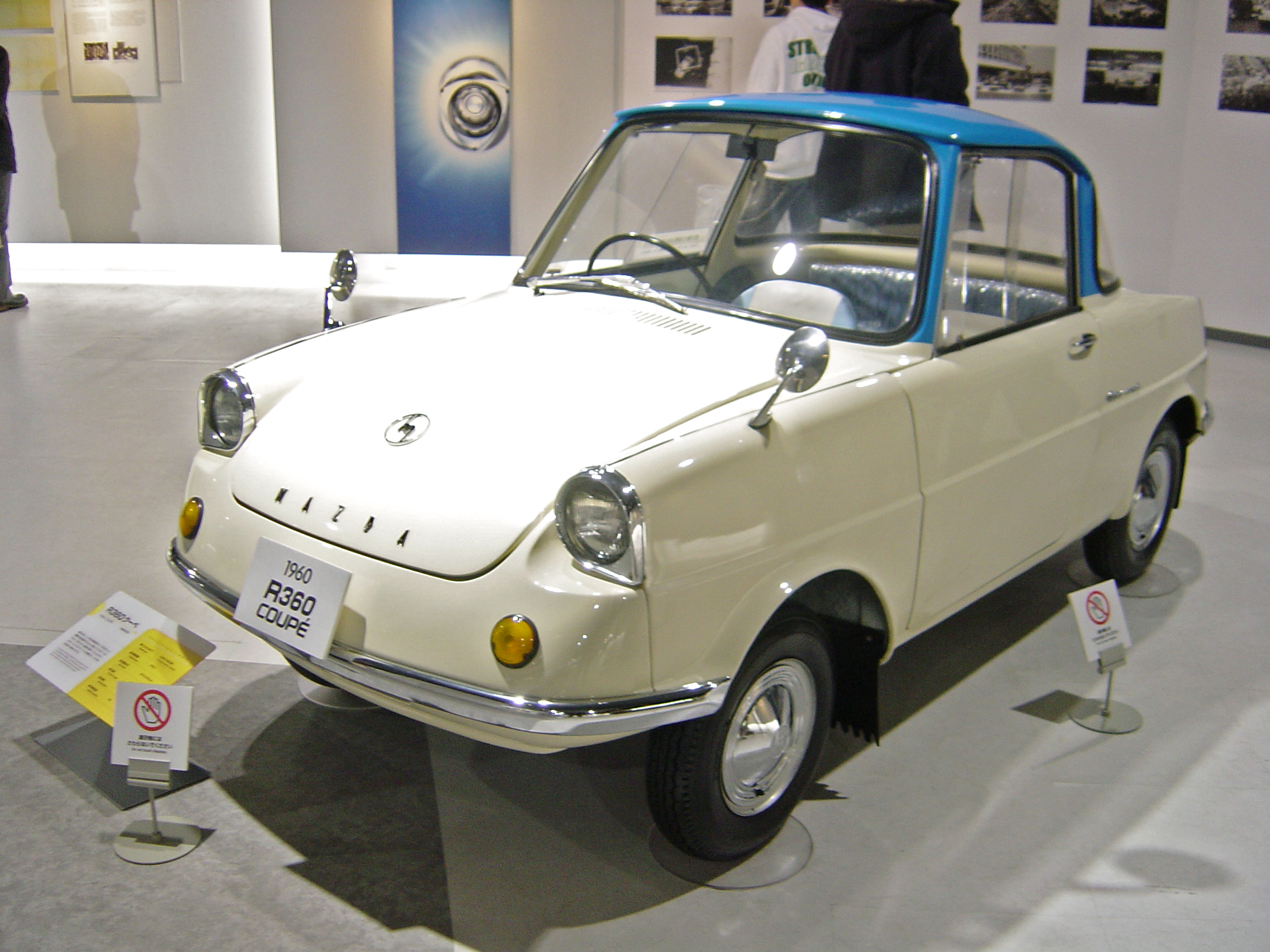
軽自動車におけるノッチバッククーペの代表のひとつ。この時代の日本車では、コスト面からクーペ以外（セダンやライトバン）でもドア枚数の少ない2ドアボディが採用されることが多かった。

- サーブ・900コンビクーペ

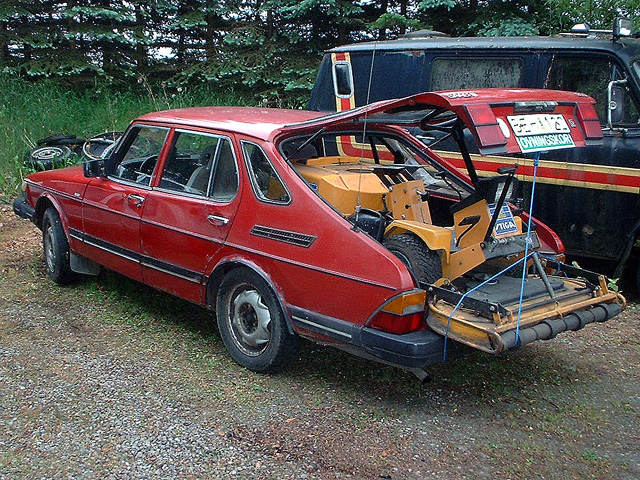
セダンながら大きなハッチを備え、コンビ（ワゴン）クーペの商標を持つ。
- マツダ・RX-8
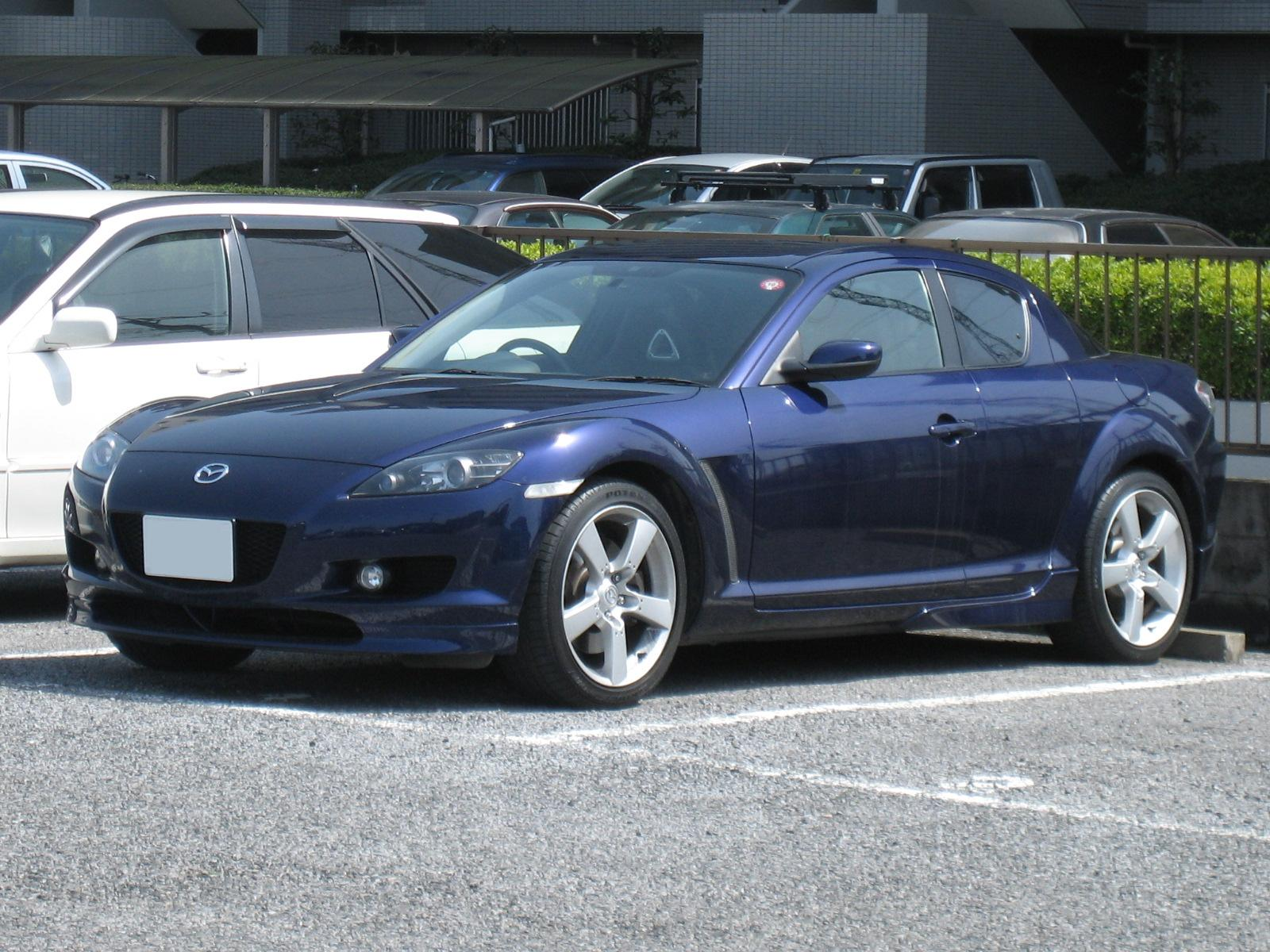
外観はほぼクーペだが、通常のドア2枚に加えて、後部座席へのアクセス用に小さなドアがついている（観音開き）、という珍しいドア構成になっている。メーカーはこの車を「4ドアクーペ」と定義している。
- マツダ・ファミリアアスティナ
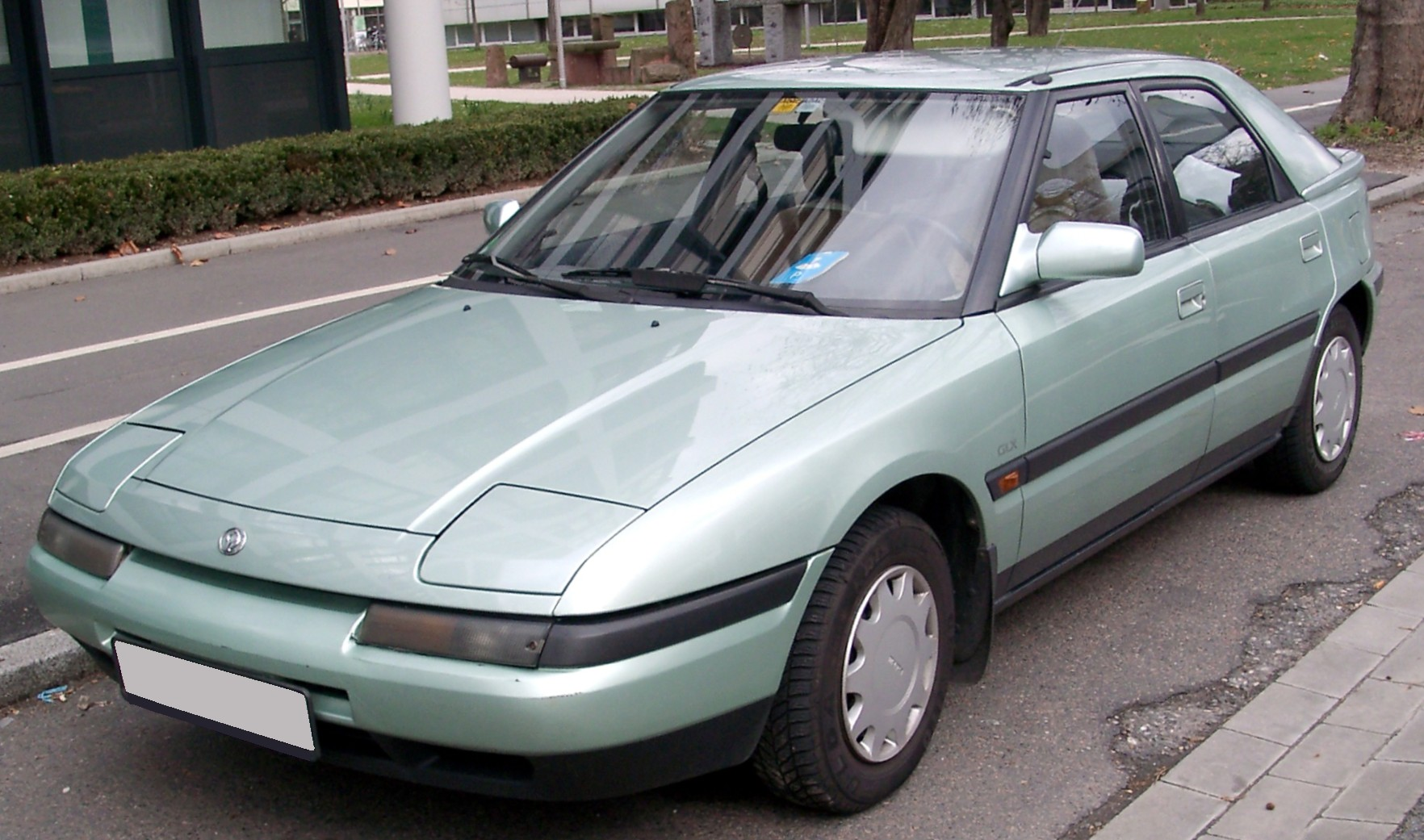
本来は「5ドアハッチバック」だが、メーカーは「4ドアクーペ」と定義している。
- BMW・MINI ペースマン
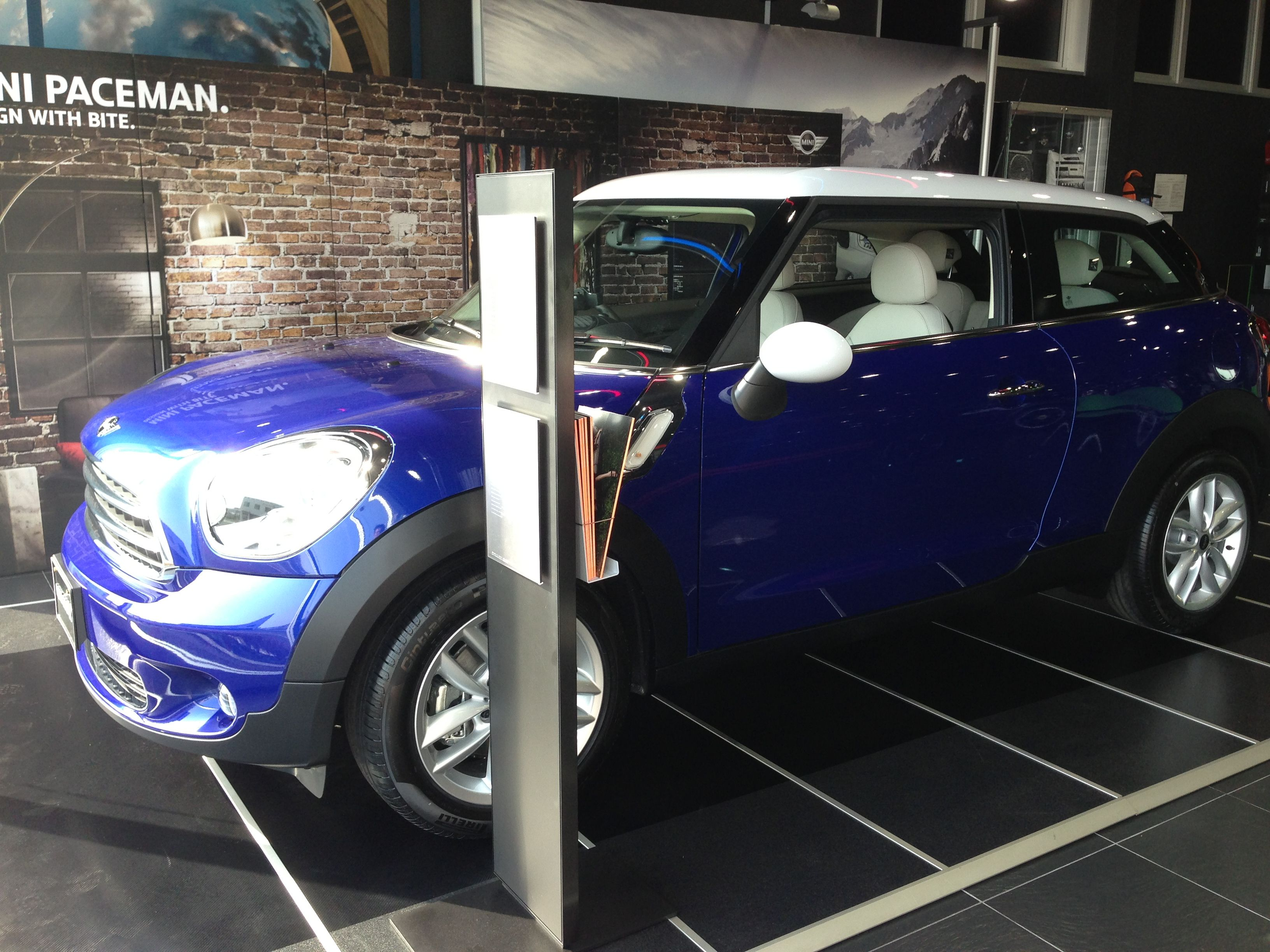
本文中にある「クロスオーバーSUVでもクーペを名乗る車種」の例。3ドアのクロスオーバーSUVであるが、メーカーは「スポーツ・アクティビティ・クーペ」と定義している。
- ヒュンダイ・ヴェロスター 
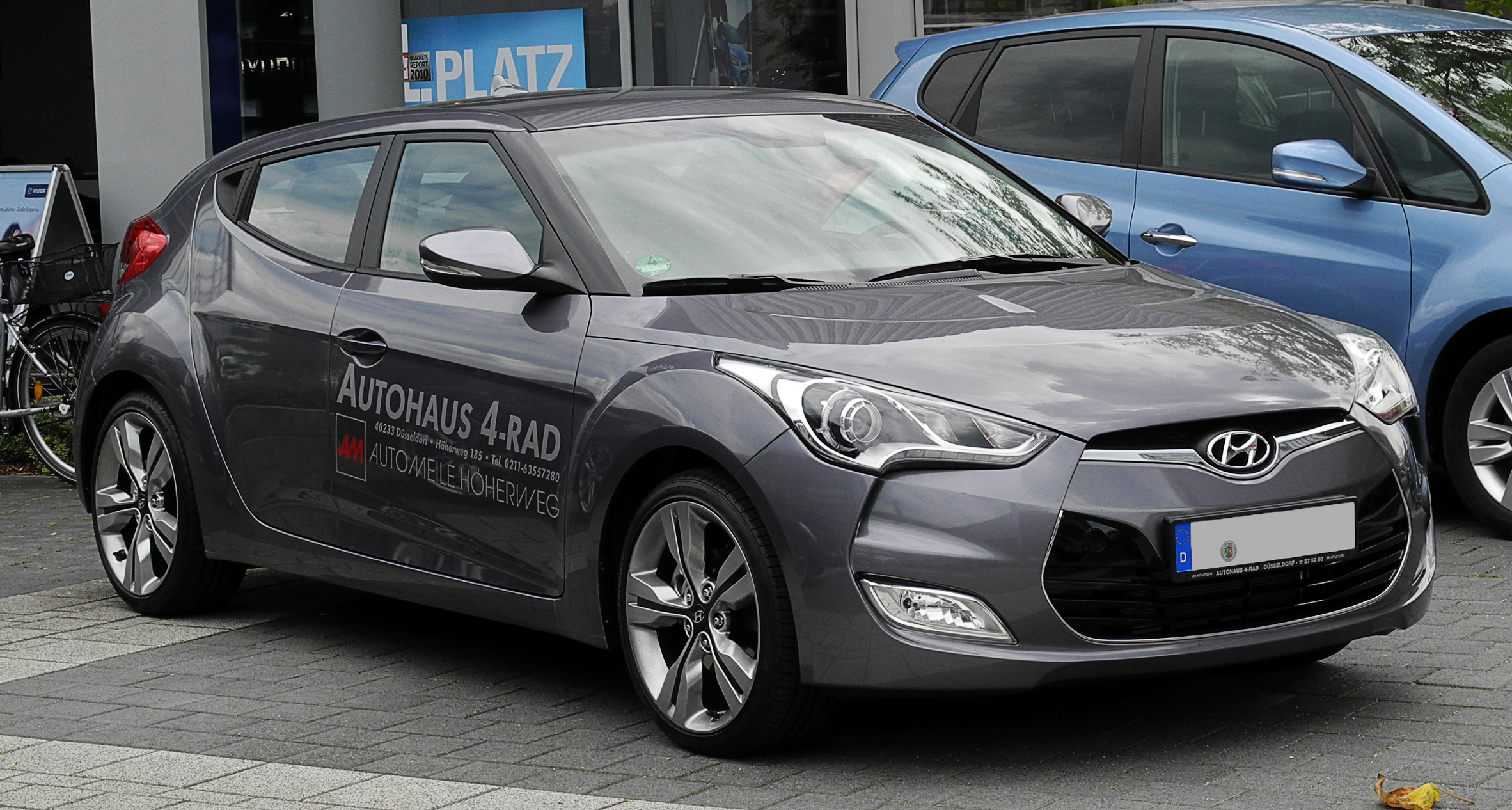
ハッチバッククーペの亜種とも取れるボディ形状で、ハッチバックとクーペの境界線といえる一台。1+2+1ドアという特異なボディ形状を持つ。
- （参考）トヨタ・カリーナED
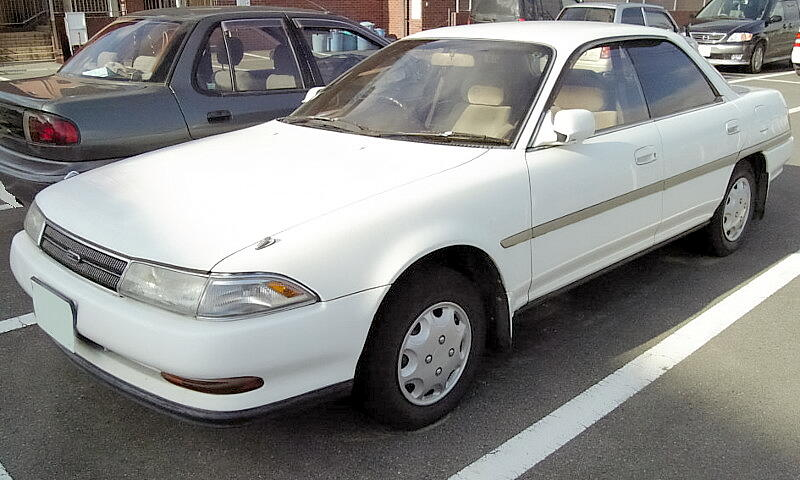
セダンとしては全高が低く、4ドアクーペの先駆けとする意見もある。ただし、「4ドア新気流｣などのメーカーのキャッチコピーを見る限り、当時はあくまでハードトップセダンと位置づけられていた。
- トヨタ・iQ
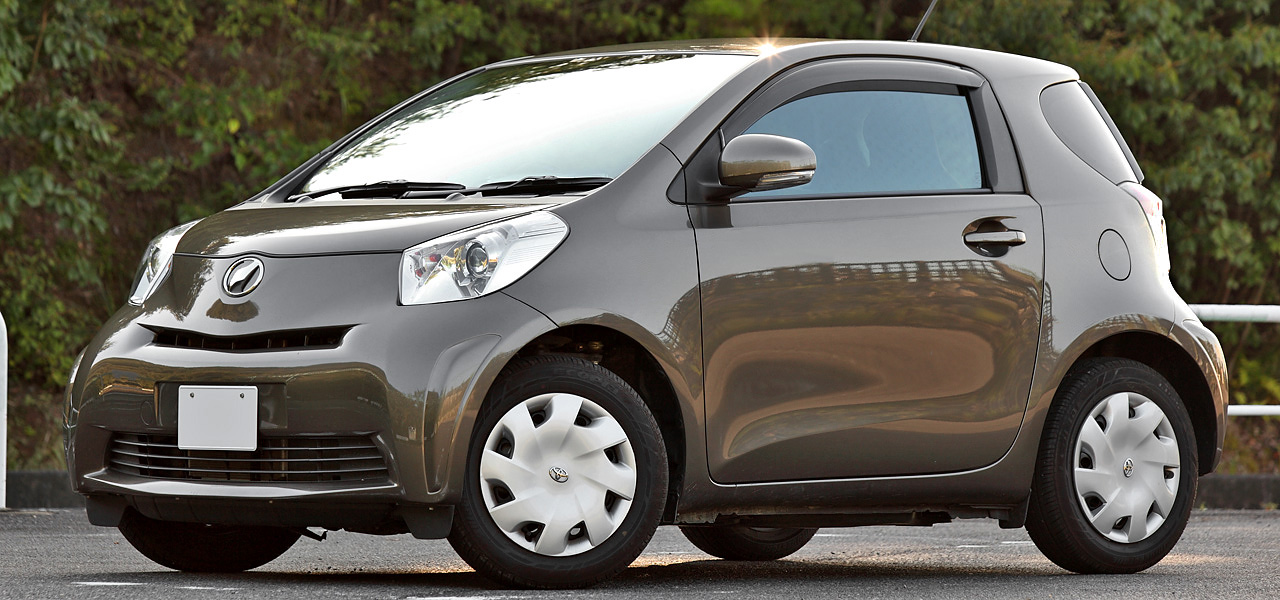
「大人3人と子供1人または荷物の3＋1シーター」というコンセプトを持ったAセグメントクラスのショートハッチバックであるがその車両の特性上を考えるとクーペと見なすことができる（厳密にはマイクロクーペ）。
- スズキ・ツイン
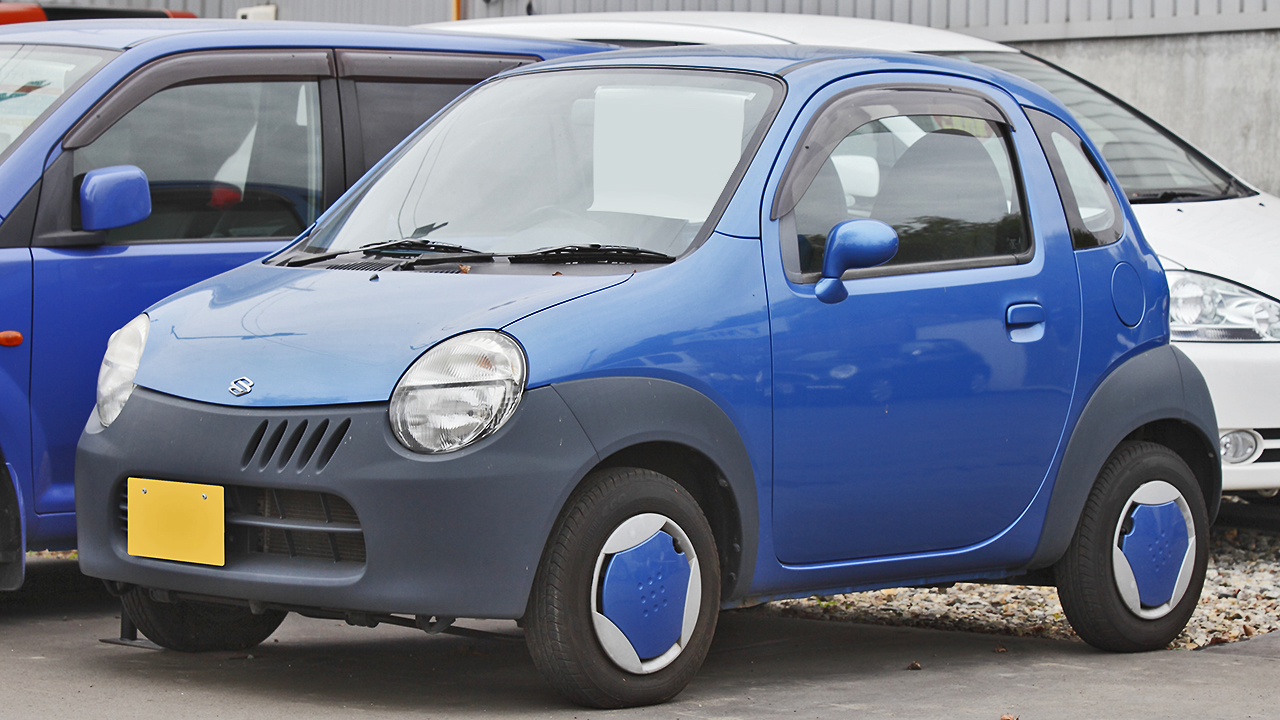
既存の5代目アルトをベースに全長を極端にショートボディー化し、2シーター専用に開発されたマイクロクーペ型軽乗用車。
- （参考）ヒョンデ・i20クーペ
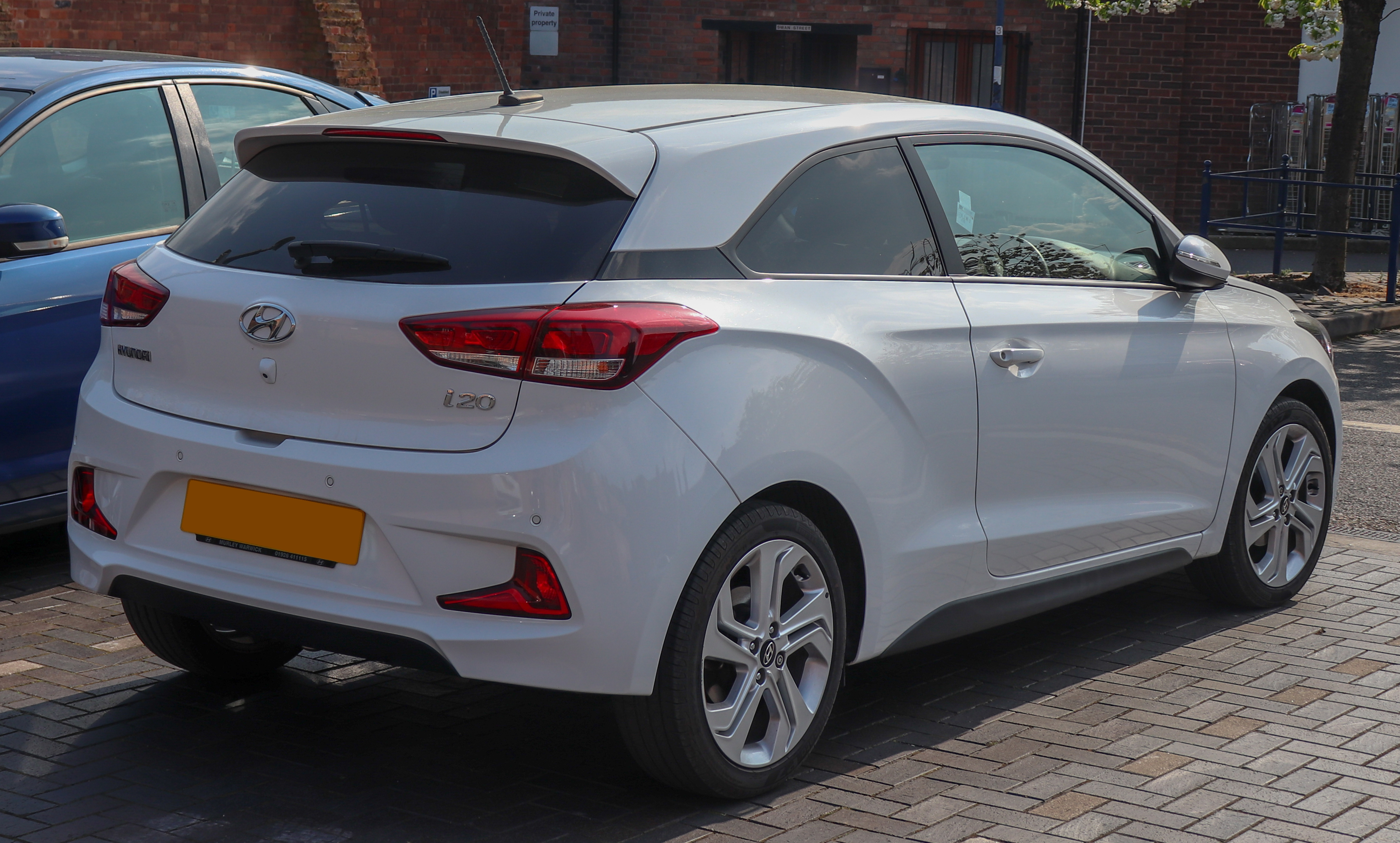
｢クーペ｣と呼称しているが、実態は画像の通り典型的な3ドアハッチバックにとどまる。